# NSU Motorenwerke

NSU-Logo Anfang der 1960er Jahre

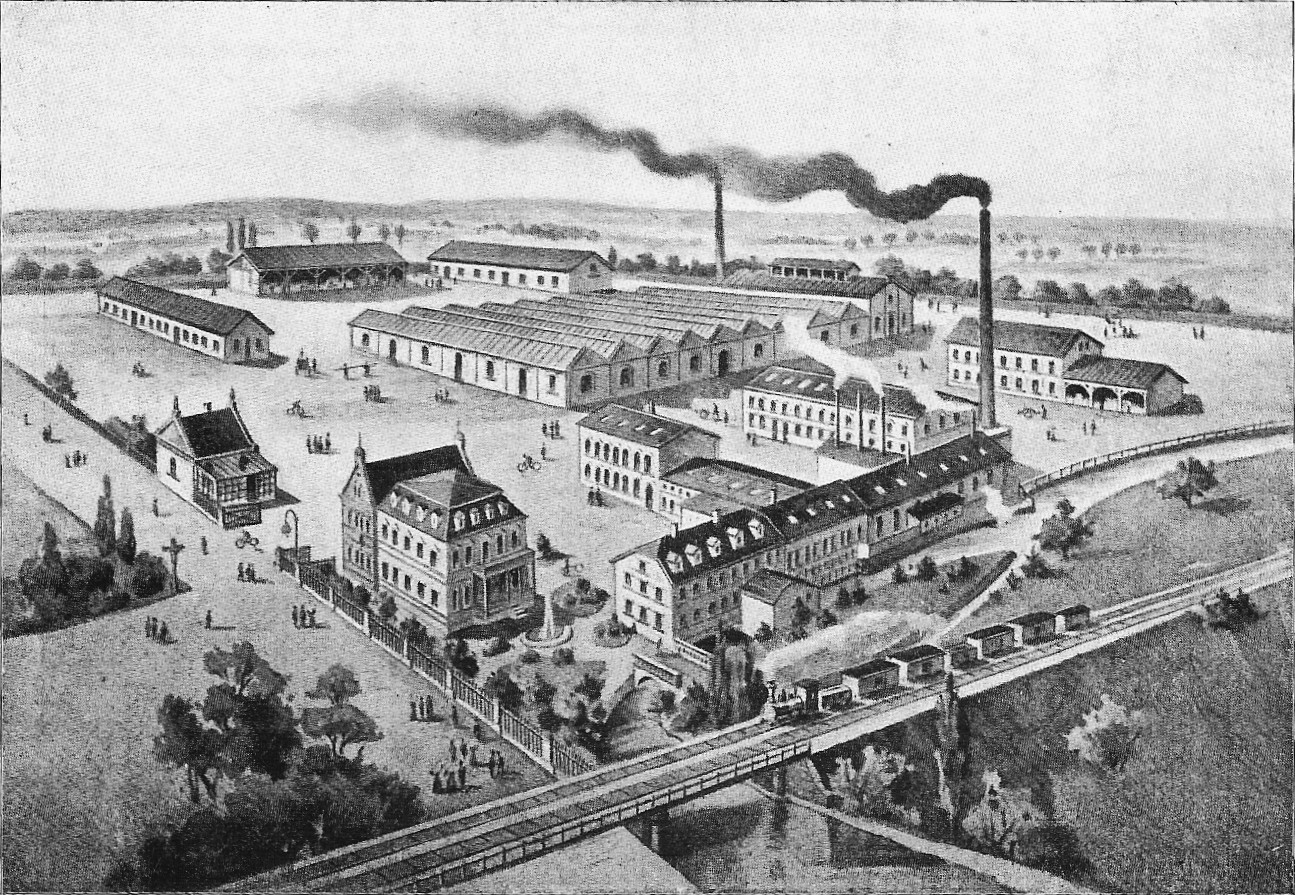
NSU-Werke, 1900

NSU war ein deutscher Fahrrad-, Motorrad-, Automobil- und Motorroller-Hersteller, der 1873 in Riedlingen von Christian Schmidt und Heinrich Stoll gegründet und 1880 nach Neckarsulm verlegt wurde. 1969 fusionierten NSU und die Auto Union GmbH zur Audi NSU Auto Union AG, die 1985 in Audi umfirmierte, wodurch der Name NSU verschwand.
Das Unternehmen firmierte ursprünglich als „Mechanische Werkstätte zur Herstellung von Strickmaschinen“, stellte aber ab 1886 Fahrräder her und war ab 1901 maßgeblich an der frühen Entwicklung von Motorrädern in Deutschland beteiligt. Mitte der 1950er Jahre war NSU nach Stückzahlen der größte Zweiradhersteller der Welt.
Der Name NSU, der ab 1892 als Markenname bzw. Markenzeichen verwendet wurde, ist ein Kurzwort für den Stadtnamen Neckarsulm, der sich wiederum von den beiden Flüssen Neckar und Sulm ableitet, die hier zusammenfließen. Für das Unternehmenslogo wurde anfangs aus dem württembergischen Staatswappen von 1806 eine der drei liegenden Hirschstangen entlehnt und zwischen ihre vier Zinken die Buchstaben N, S, U eingetragen. Entgegen einem weitverbreiteten Irrglauben leitet sich der Name NSU nicht von „Näh- und Strickmaschinen-Union“ oder „Neckarsulmer Strickwaren-Union“ ab. Ein Unternehmen, das einen dieser Namen getragen hätte, gab es nie.
Zum 1. Januar 2025 waren in Deutschland noch 14.627 NSU-Krafträder zum Straßenverkehr zugelassen, was einem Anteil von 0,3 Prozent entspricht.

## Unternehmensgeschichte

### Die Jahre 1873 bis 1918

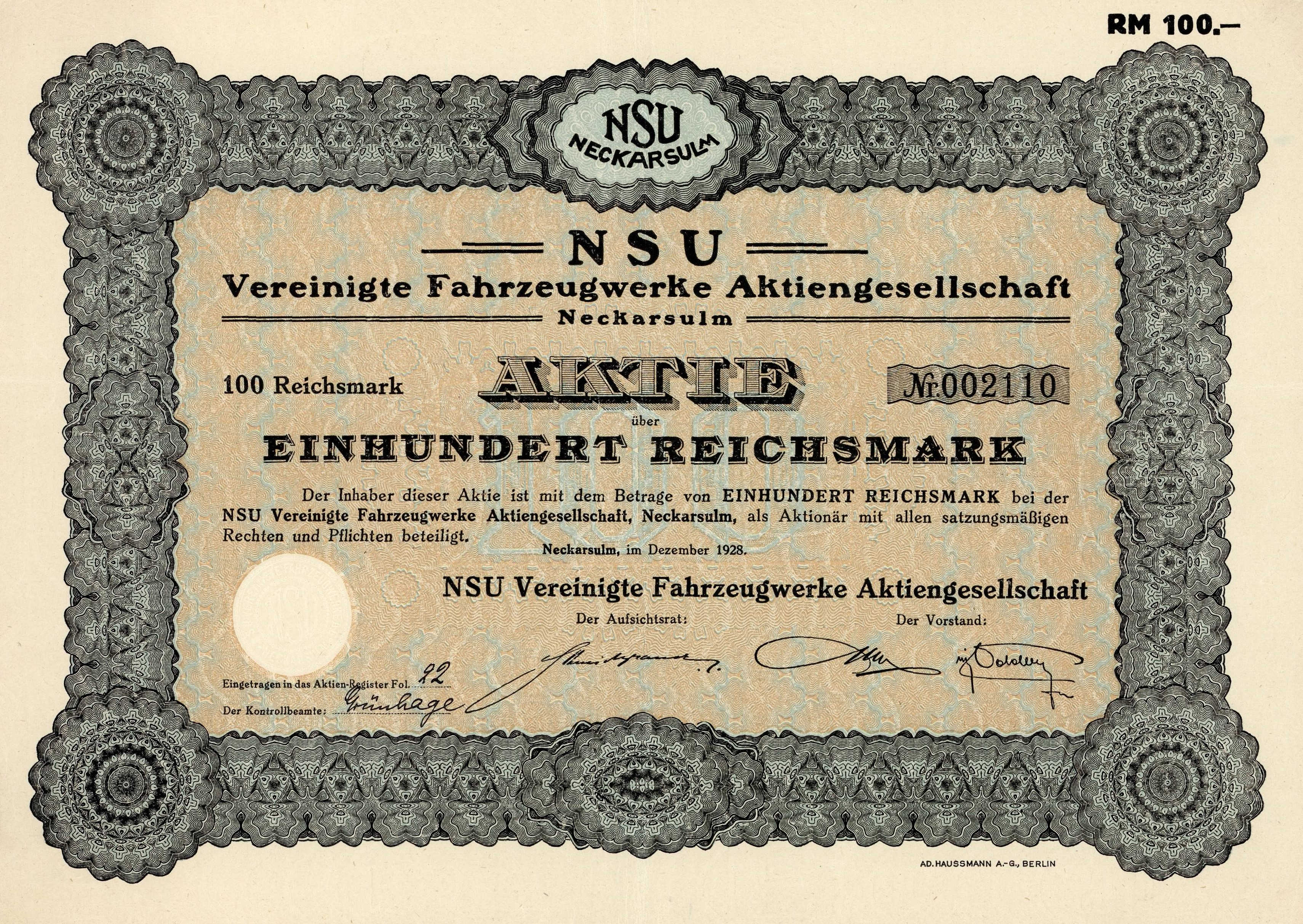
Aktie über 100 RM der NSU Vereinigte Fahrzeugwerke AG vom Dezember 1928

Das Unternehmen wurde 1873 von Christian Schmidt und Heinrich Stoll in Riedlingen an der Donau gegründet. Ursprünglich stellten sie Strickmaschinen her, daher der Name „Mechanische Werkstätte zur Herstellung von Strickmaschinen“.
1880 verlegte das Unternehmen seinen Sitz nach Neckarsulm in der Nähe von Heilbronn in eine ehemalige Säge- und Gipsmühle (Brunnersche Mühle) an der Sulm. Grund war der höhere Platz- und Energiebedarf.
Im Februar 1884 starb Christian Schmidt im Alter von 39 Jahren. Am 27. April 1884 wurde das Unternehmen in eine Aktiengesellschaft umgewandelt und hieß von da an Neckarsulmer Strickmaschinen-Fabrik AG.
Die Fahrradherstellung begann 1886. Germania war das erste Hochrad von N.S.U., später folgten auch Niederräder wie zum Beispiel 1888 das Sicherheits-Zweirad „Pfeil“. Ab 1892 wurden keine Strickmaschinen mehr hergestellt.
Das Unternehmen nannte sich 1897 „Neckarsulmer Fahrradwerke AG“.
Ab 1901 wurden auch Motorräder produziert. Der Motor mit 211 cm³, ein Einzylinder-Viertaktmotor, kam von dem Schweizer Hersteller Zedel. Das erste „Neckarsulmer Motorrad“ (so die Aufschrift auf dem Tank) mit einer Leistung von ca. 1,25 PS erreichte eine Spitzengeschwindigkeit von knapp 40 km/h. Ab 1904/05 hießen die Motorräder zum Teil „N. S. U.“ (mit Punkten).
1906 begann nach dem dreirädrigen „Sulmobil“ die Entwicklung von Automobilen mit dem Namen „Neckarsulmer Motorwagen“.
Ab 1913 firmierte das Unternehmen als „Neckarsulmer Fahrzeugwerke AG“ und „NSU“ (ohne Punkte) wurde offizielles Markenzeichen. Das Unternehmen beschäftigte 1913 etwa 1200 Arbeiter und produzierte rund 13.000 Fahrräder und 2.500 Motorräder. NSU war vor dem Ersten Weltkrieg die exportstärkste deutsche Motorradfabrik und exportierte vor allem nach Russland, in viele europäische Länder, nach Skandinavien, in die Türkei und nach Brasilien. Mit Ausbruch des Ersten Weltkrieges 1914 wurden für das Heer unter anderem ein 3,5-PS-Kriegsmotorrad und Lastkraftwagen mit 1,25 und 2,5 Tonnen Nutzlast hergestellt.

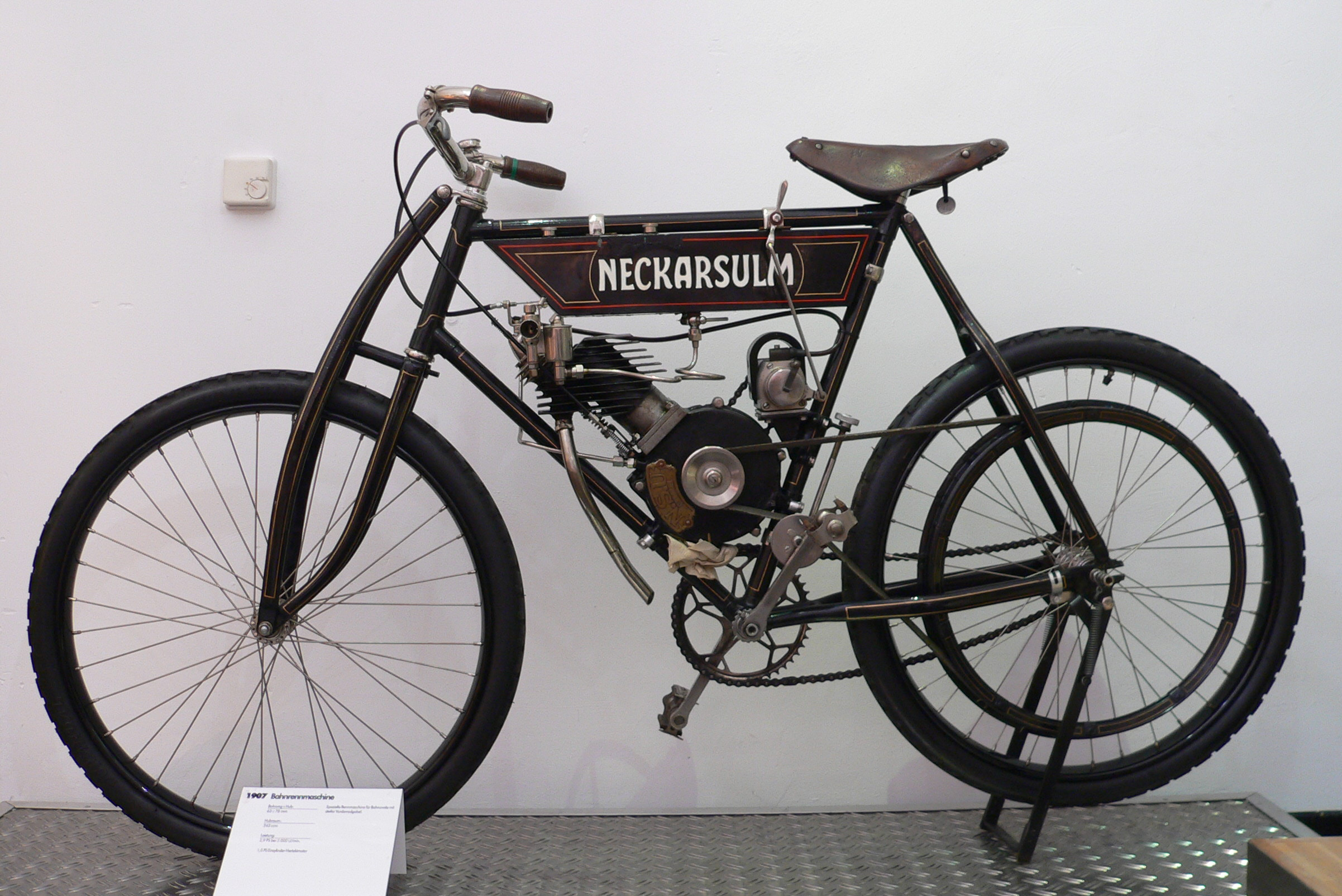
NSU-Bahnrennmaschine, 1907
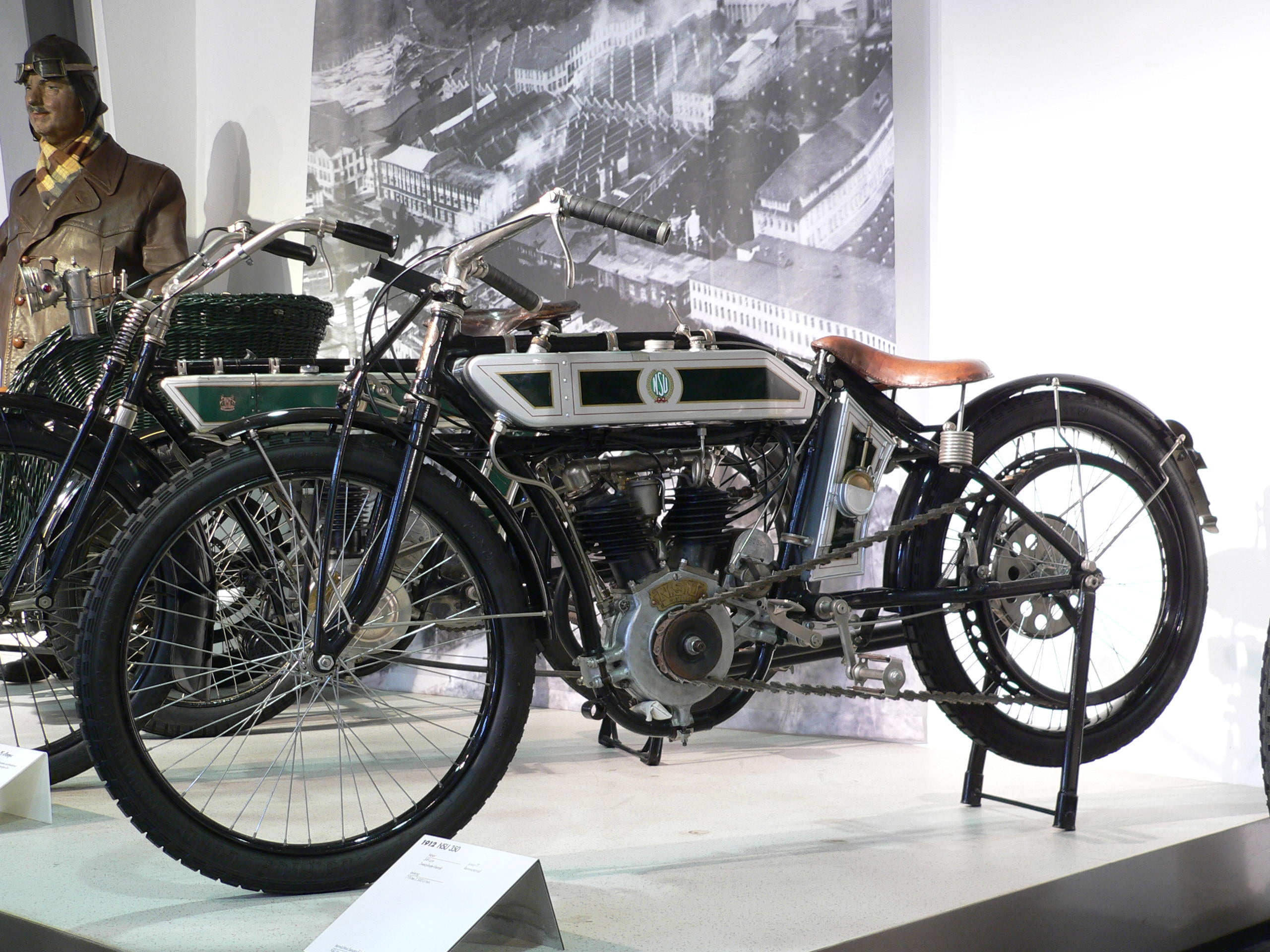
NSU 350 TT, 1912
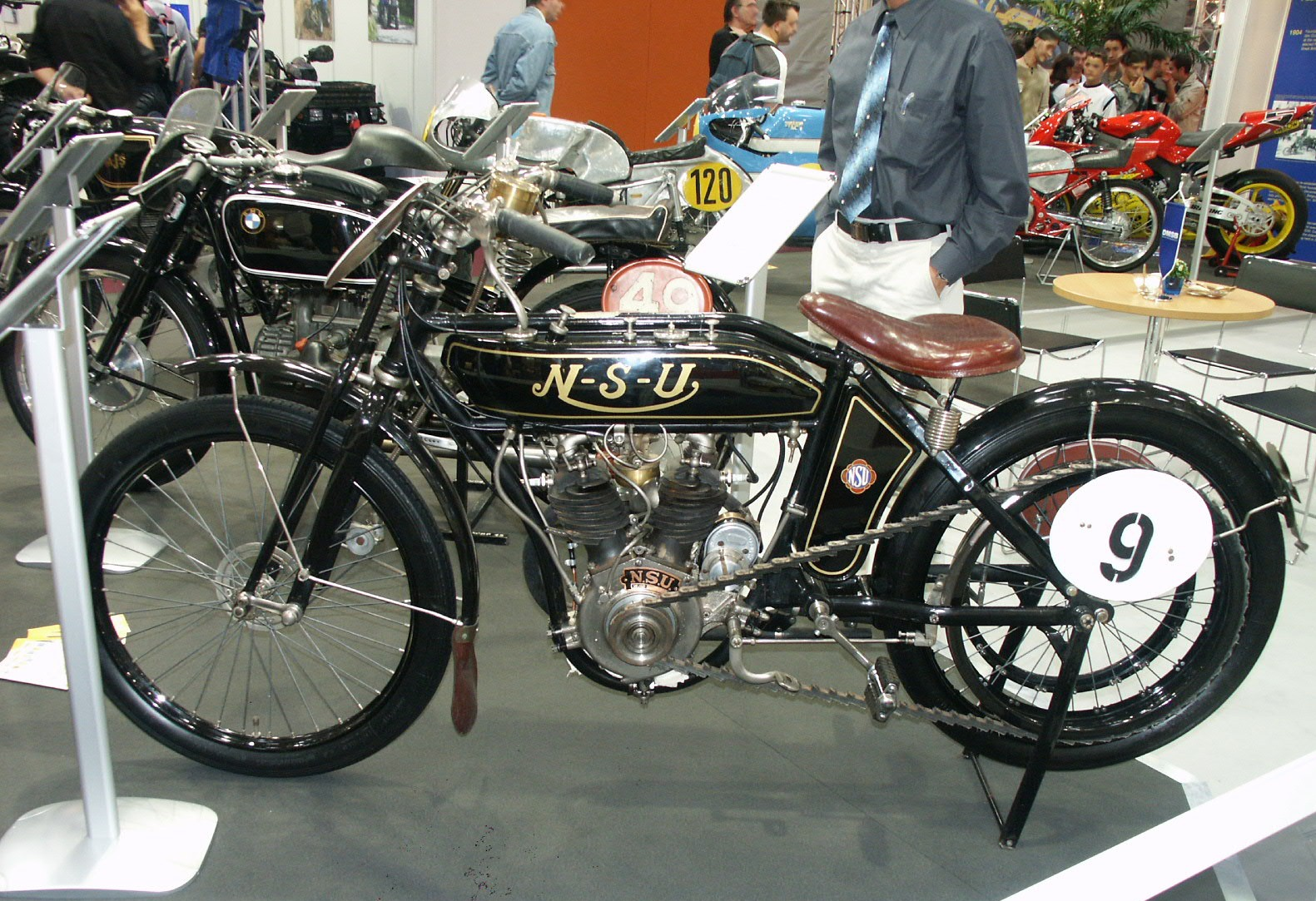
NSU-Motorrad, etwa 1912
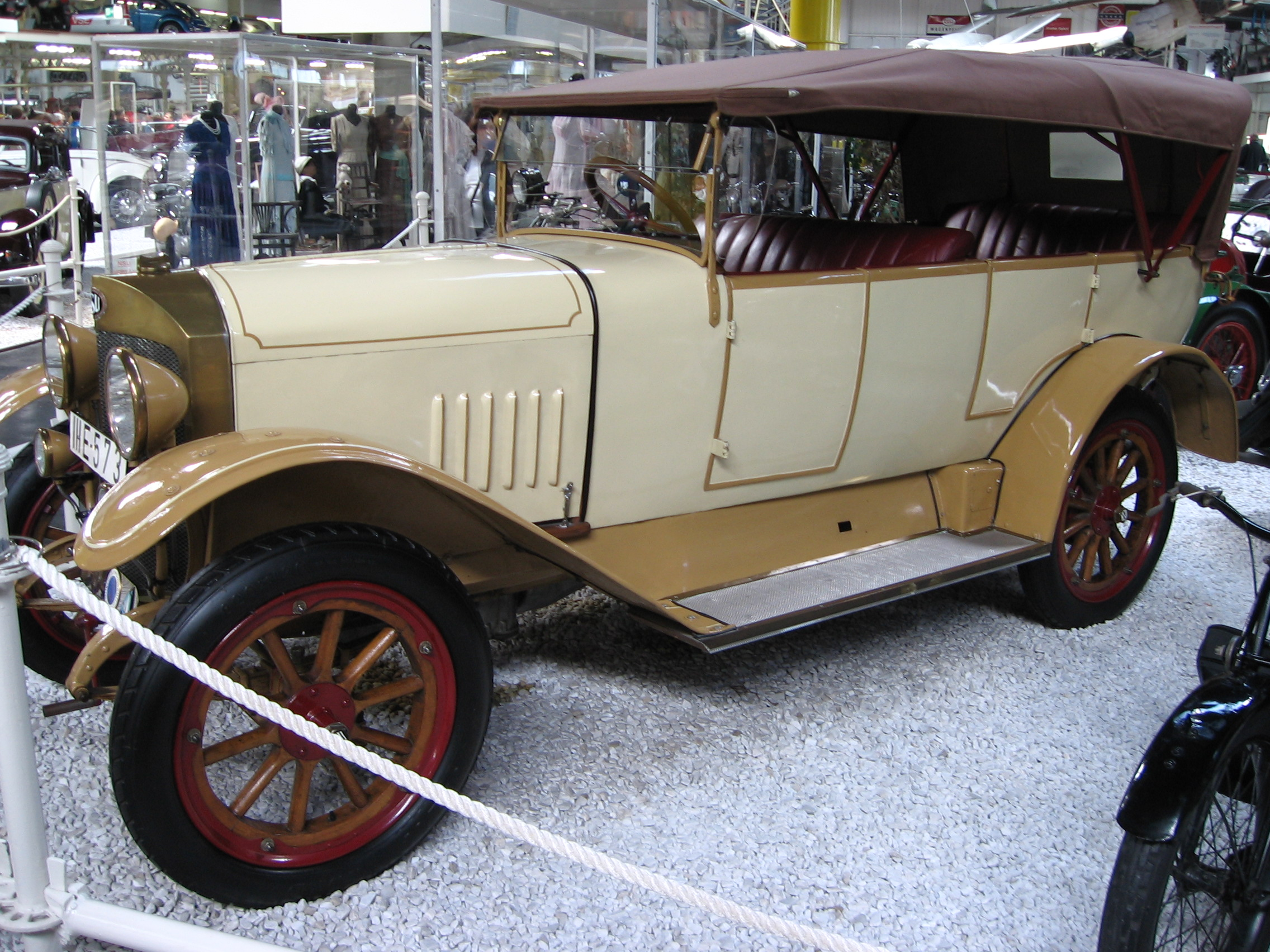
NSU 8/40, Bauzeit 1925–1927

### Die Jahre 1919 bis 1945

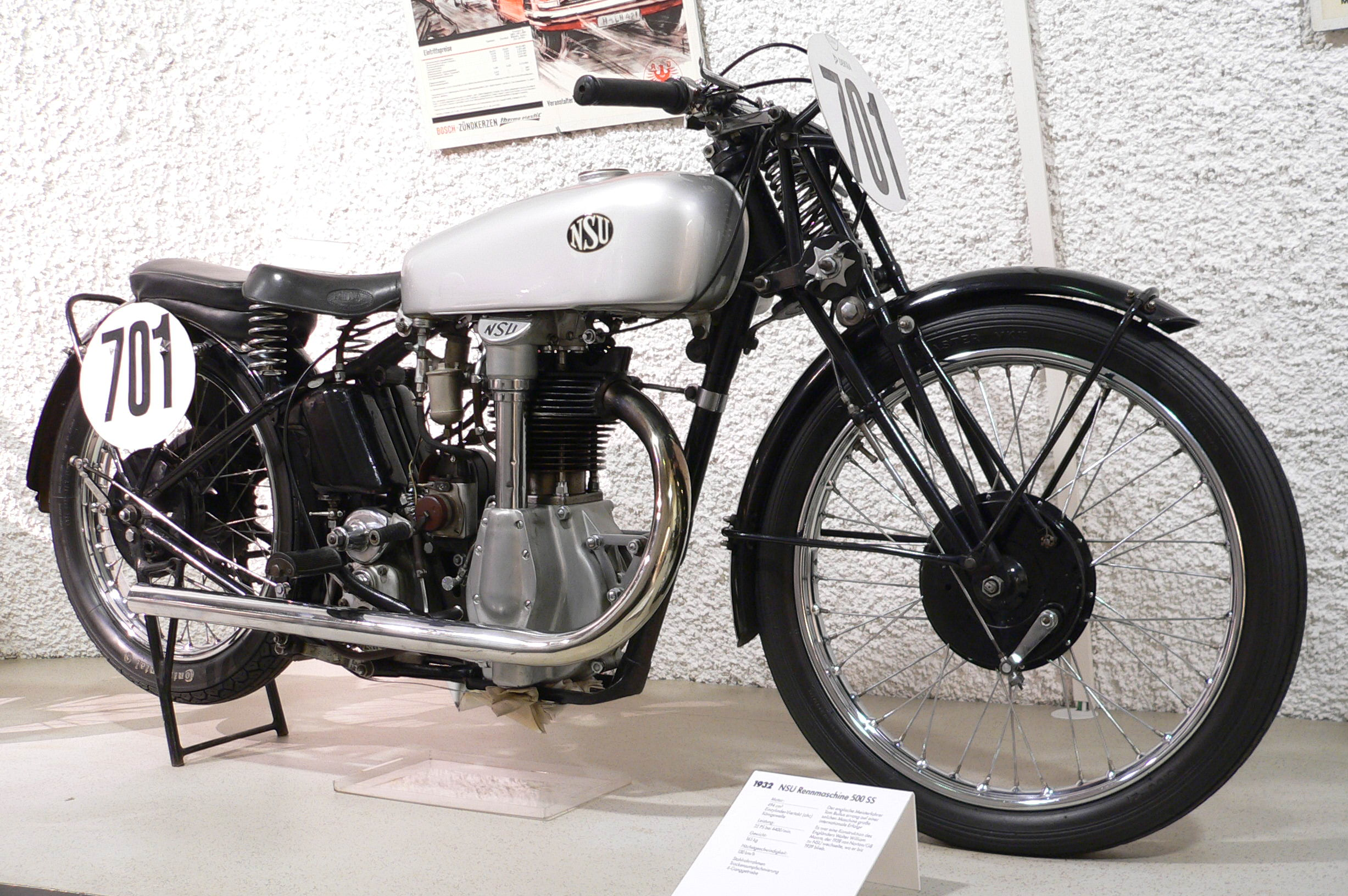
NSU SS 500, Rennmaschine von 1932 mit obenliegender Nockenwelle im Deutschen Zweirad-Museum

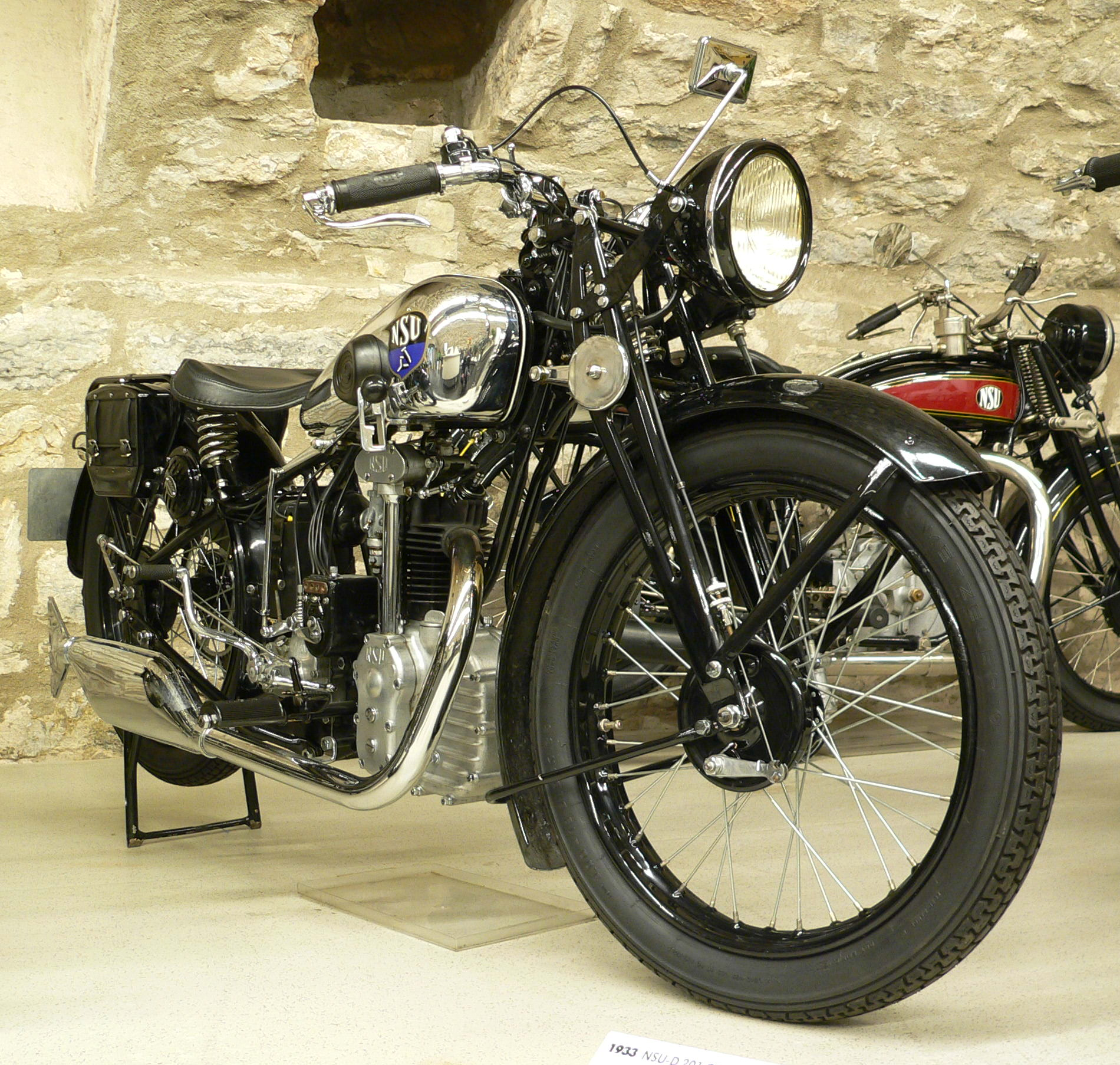
NSU-D 201 OSL von 1933 im Deutschen Zweirad-Museum

Wegen der guten Entwicklung der Nachfrage nach Automobilen beschloss NSU die Errichtung eines weiteren Pkw-Werkes, das 1925 in der benachbarten Stadt Heilbronn gebaut wurde. 1926 erfolgte der Zusammenschluss mit dem vor dem Bankrott stehenden Berliner Karosseriebauunternehmen Carosseriewerke Schebera AG zur NSU Vereinigte Fahrzeugwerke AG Neckarsulm. Die Übernahme bereitete NSU wirtschaftliche Probleme, und nach den Berliner Unternehmungen musste auch das Heilbronner Werk verkauft werden, das 1928 von Fiat übernommen und in die neu gegründete NSU-Automobil AG Heilbronn eingebracht wurde (die neben der NSU in Neckarsulm bestand, siehe NSU-Fiat). 1932 musste NSU die Autoproduktion aufgeben und löste sich von Fiat, die das Heilbronner Werk alleine weiterbetrieben.
NSU erlangte mit den 1927 bis 1929 produzierten Motorrädern Modell 501 T und der Luxusvariante, der 501 L, einen hohen Bekanntheitsgrad. Die Zuverlässigkeit der 501er Modelle führte zu der Bezeichnung „Neckarsulmer Traktor“. Zur Förderung des Motorradabsatzes bildete NSU im Juli 1932 mit der Deutschen Industriewerke AG aus Berlin (D-Rad) bis 1938 eine Herstellungs- und Verkaufsgemeinschaft unter dem Namen NSU D-Rad Vereinigte Fahrzeugwerke AG Neckarsulm, erkennbar an dem großen D im unteren Teil des Logos.
Nachdem Otto Reitz, der Chefkonstrukteur von NSU, 1930 vom ehemaligen Konstrukteur von Norton Motors Ltd. (England), Walter William Moore, abgelöst worden war, änderten sich die Konstruktionen und die Modellausführungen radikal. Nach den Erfolgen der Super-Sport-Modelle 500 SS und 600 SS kamen bald auch die Serienmodelle 201, 251, 351, 501, 601 OSL und 351 OT auf den Markt. Ähnlichkeiten mit Modellen von Norton entstanden dadurch, dass Moore Erfahrungen und Konstruktionen aus dem englischen Motorradbau einbrachte. So ist zum Beispiel bei den OSL-Modellen mit Fußschaltung der Schalthebel auf der rechten Seite. Ebenso ist der Kickstarter auf dieser Seite zu finden. Auch die Schwachstellen sind ähnlich wie bei den englischen Modellen von Norton: gelegentlich Ölundichtigkeiten und anfällige Vergaser (AMAL-Vergaser).

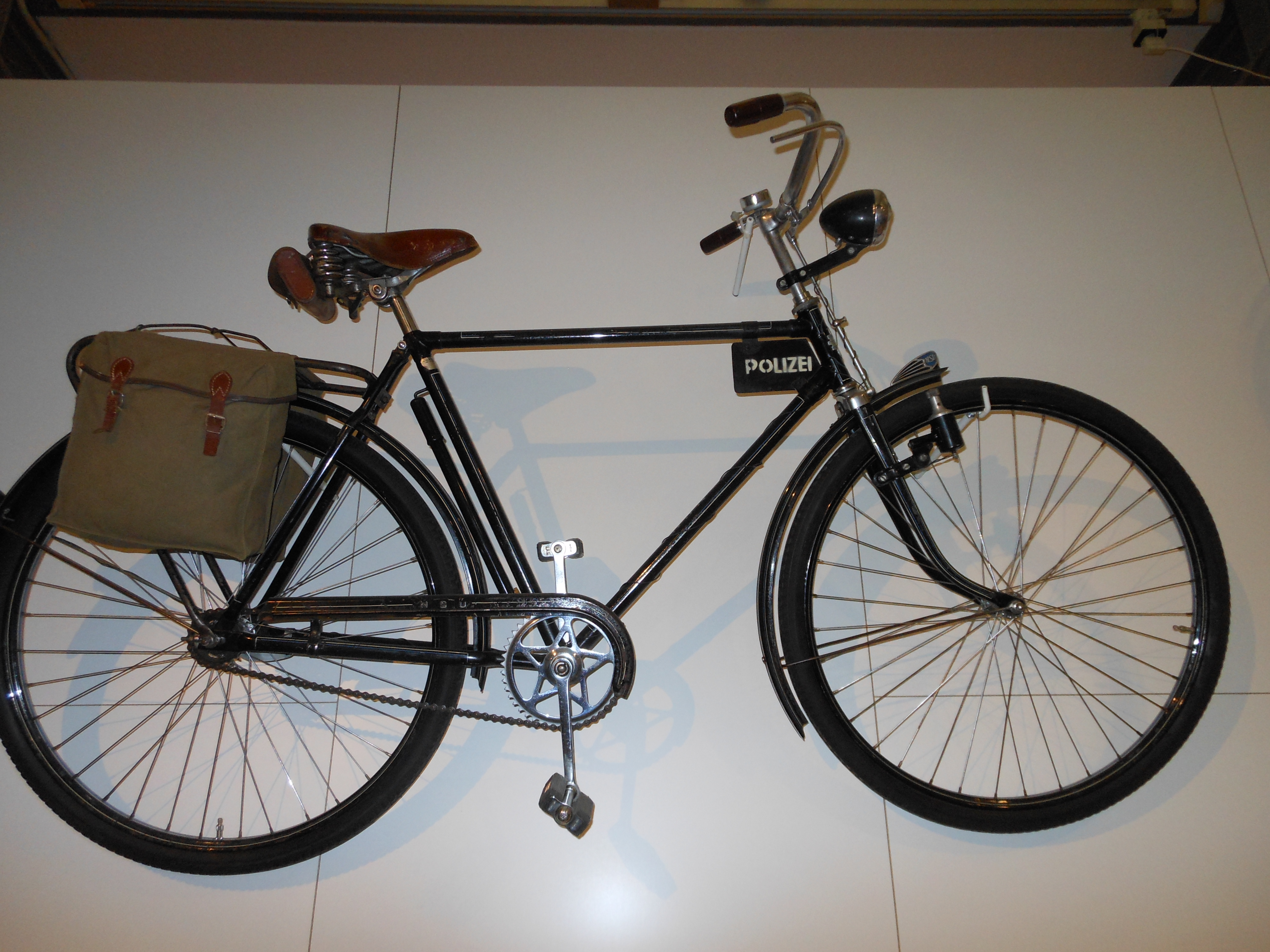
Herrendienstrad der Polizei (um 1940)

Im Großen und Ganzen erreichte das Unternehmen mit den genannten Modellen den Höhepunkt vor dem Zweiten Weltkrieg. Im Jahre 1938 stellten 3500 Mitarbeiter rund 136.000 Fahrräder und 63.000 Motorräder her. Eins der Erfolgsmodelle war das Motorfahrrad „NSU-D Quick“, von dem 1936 bis 1953 etwa 240.000 Exemplare gebaut wurden. Dieses 98-cm³-Motorfahrrad, das als Herren- und Damenfahrrad erhältlich war, hatte ca. 3 PS, fuhr maximal 55 bis 60 km/h und verbrauchte knapp zwei Liter Kraftstoff auf 100 km. Vor dem Krieg kostete es 290 Reichsmark, 1953 betrug der Preis 625,00 DM.
Zweiter Mann in der Konstruktion nach Moore war von 1936 bis 1938 Albert Roder, der 1938 zu Victoria nach Nürnberg ging, um dort Chefkonstrukteur zu werden. Moore kehrte vor Kriegsausbruch 1939 nach England zurück.
Während des Zweiten Weltkriegs entstand im Werk Neckarsulm das bekannte Kettenkrad Typ HK 101, ein Halbkettenfahrzeug mit Motorradgabel. Es wurde während des Krieges für die Wehrmacht und nach dem Ende des Krieges für die Land- und Forstwirtschaft produziert. Der Motor stammte vom PKW Opel Olympia, da NSU kein genügend starkes Aggregat im Programm hatte.

### Die Jahre 1946 bis 1968

Aktie über 100 DM der NSU Werke AG vom Januar 1952

Die NSU-Werke gingen aus dem Zweiten Weltkrieg nicht nur teilweise zerstört, sondern auch finanziell höchst angeschlagen hervor. Die Verwaltung wurde zunächst von Treuhändern durchgeführt. Einer davon, Eduard Hilger, sprach sich sogar für die Schließung oder Umwandlung in eine Genossenschaft aus, als 1946 kaum Barmittel zur Verfügung standen und das Werk fortgesetzt Verluste machte. Ab 1. Juli 1946 war Walter Egon Niegtsch als Generaldirektor für die Geschicke von NSU verantwortlich, nachdem er schon kurzzeitig mit Zustimmung der Militärregierung und des Amtes für Vermögenskontrolle kommissarischer Leiter gewesen war. Niegtsch schaffte es, dem Unternehmen innerhalb kurzer Zeit wieder eine Perspektive zu geben. Er erkannte, dass sportliche Erfolge eine ausgezeichnete Werbung für die Produkte des Hauses waren, und sorgte dafür, dass NSU sich wieder am Rennsport beteiligte. Die Kleinserie der Sport-Fox mit 98-cm³-Motor entstand auf seine Initiative hin. Niegtschs Wirken bei NSU war nur von kurzer Dauer; er starb am 29. Mai 1951 nach kurzer schwerer Krankheit.
1946 kam Albert Roder zurück zu NSU und übernahm den vakanten Posten des Chefkonstrukteurs.
Ab 1947 begann mit den Vorkriegsmodellen NSU Quick, NSU 125 ZDB und NSU 251 OSL erneut die Motorradproduktion. 1949 kam als erste Neukonstruktion die NSU Fox 101 OSB zunächst mit Viertakt- und ab 1951 mit Zweitaktmotor heraus.
In den Jahren 1951 bis 1954 kauften kleine italienische Motorradhersteller die damals modernen NSU-Fox-Motoren und bauten damit ihre Motorräder in Kleinserie.
Unter der Leitung des Generaldirektors und Vorstandsvorsitzenden Gerd Stieler von Heydekampf war in der Mitte der 1950er Jahre NSU mit einer Stückzahl von knapp 350.000 Zweirädern (1955) der größte Zweiradhersteller der Welt (siehe Tabelle Überblick). Die von rund 6600 Mitarbeitern gebauten Fahrzeuge wurden in 90 Länder exportiert.
Am erfolgreichsten waren der Motorroller NSU Lambretta (ein Lizenzbau des italienischen Lambretta-Motorrollers), von dem in sechs Jahren 117.045 Stück hergestellt wurden, und die NSU Max 251 OSB, eine 250-cm³-Maschine mit obenliegender Nockenwelle und der ULTRAMAX-Steuerung, bei dem die Nockenwelle über zwei Schubstangen angetrieben wurde. Für den „kleinen Mann“ gab es die NSU Quick (98 cm³, mit Pedalen), NSU 125 ZDB (123 cm³, mit Fußrasten) und das Moped NSU Quickly. Weitere Modelle waren die Lux (200 cm³, Zweitaktmotor) sowie die Konsul mit 350 oder 500 cm³ Hubraum (351 OS-T bzw. 501 OS-T).
NSU-Motorräder wurden auf vielen Rennstrecken gefahren und mit ihnen in den 1950er und zum Teil auch in den 1960er Jahren zahlreiche Titel und Weltrekorde errungen. Die Duelle zwischen Heiner Fleischmann (NSU) und Georg „Schorsch“ Meier (BMW) gehörten in der Nachkriegszeit zur Motorrad-Renngeschichte, ebenso Wilhelm Herz, Werner Haas, der 1954 tödlich verunglückte Rupert Hollaus und das Seitenwagengespann Hermann Böhm / Karl Fuchs. Einen starken Werbeeffekt hatte auch 1950 der Einsatz des Thouret-Damentrios mit Ilse Thouret und ihren Töchtern Elga und Anneliese mit NSU-Lambrettas bei nationalen Rallyes.

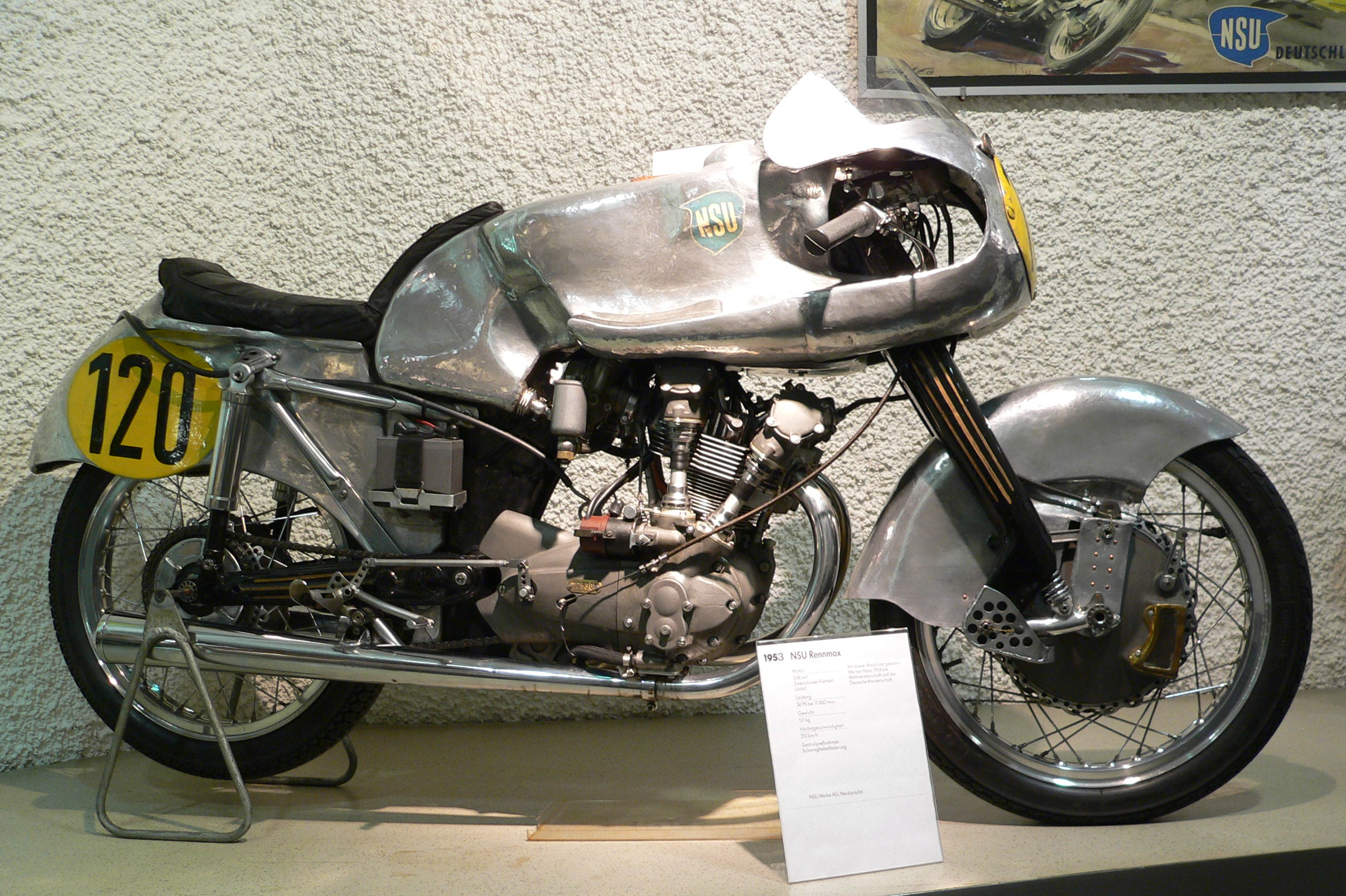
Rennmax, 1953
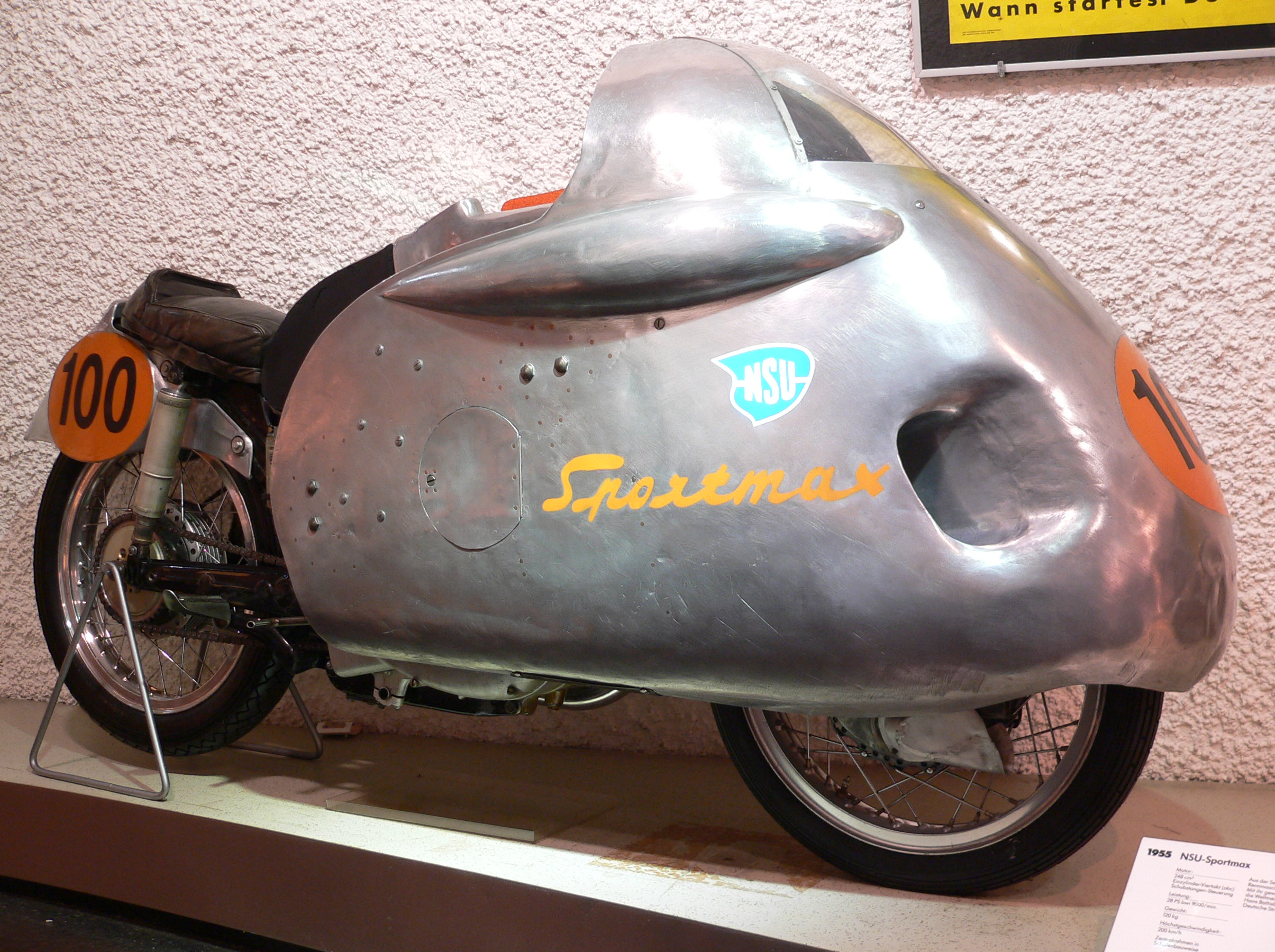
Sportmax, 1955
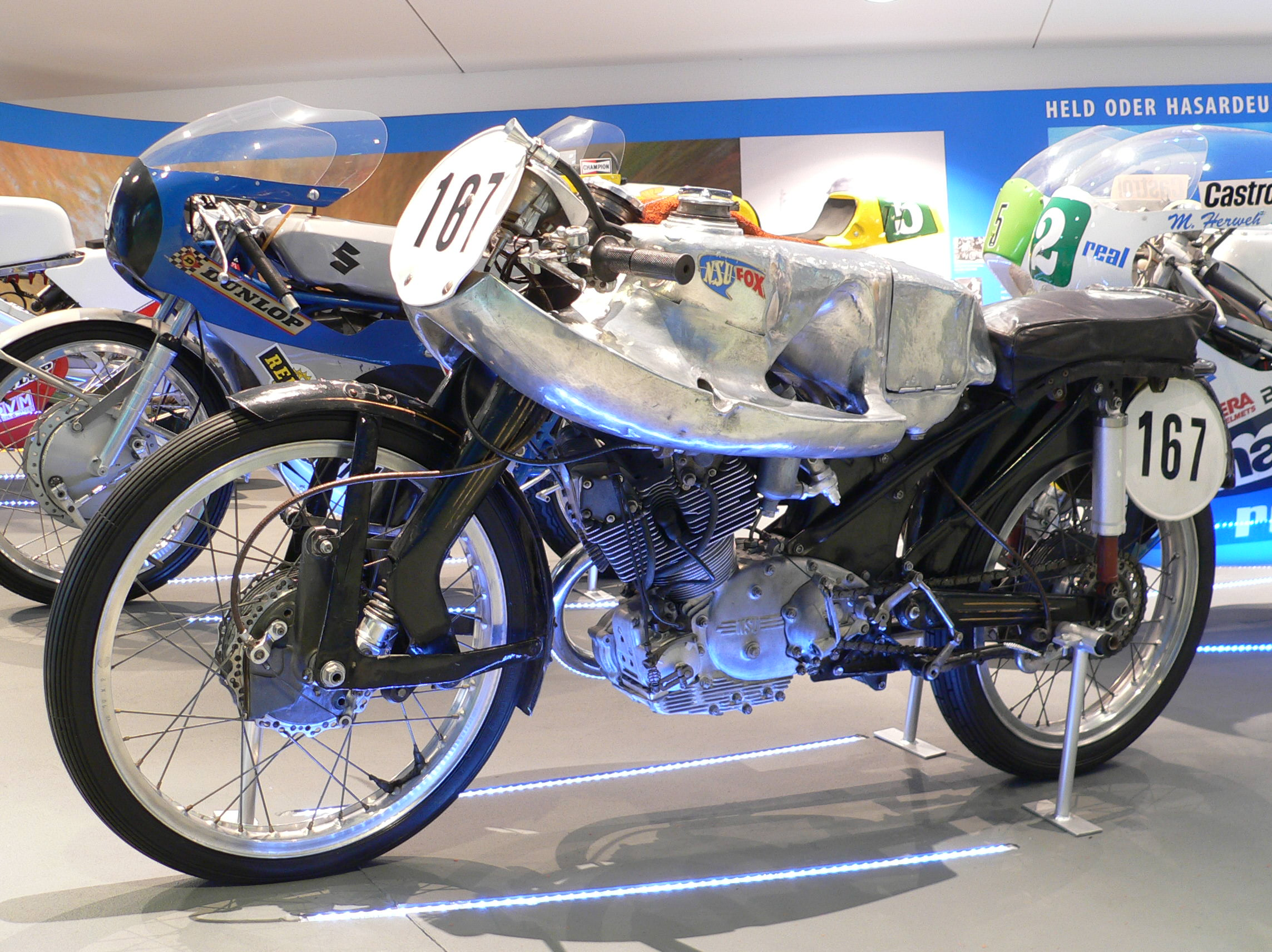
NSU Rennfox R11, 1953
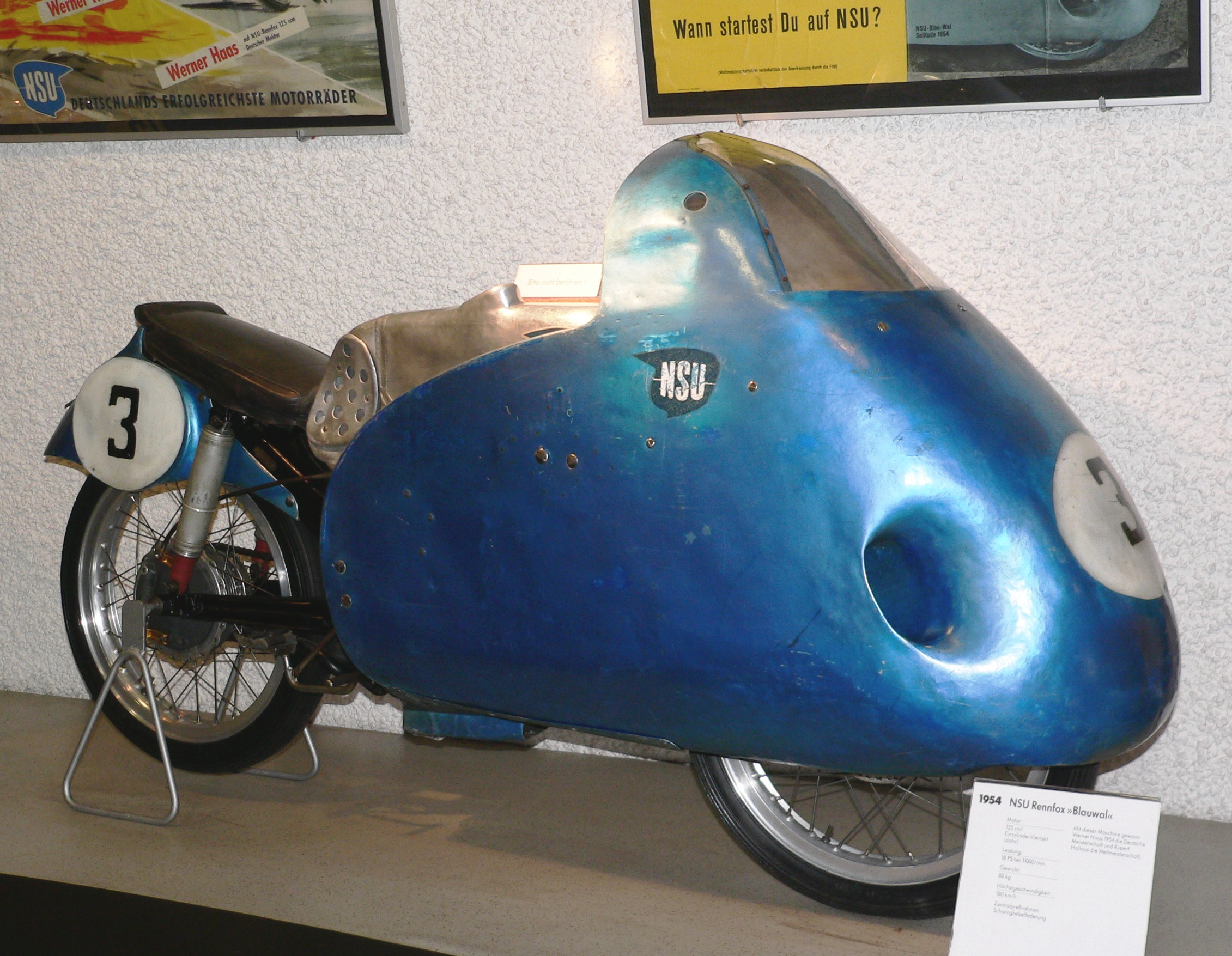
NSU Rennfox „Blauwal“, 1954

Die oben abgebildeten Sieger-Motorräder sind heute im Deutschen Zweirad- und NSU-Museum zu besichtigen. Auf der NSU Rennmax von 1953 gewann Werner Haas im selben Jahr die Deutsche und die Weltmeisterschaft. 1955 errangen auf der NSU Sportmax Hermann Paul Müller den Weltmeistertitel und Hans Baltisberger den Titel des Deutschen Straßenmeisters. Auf der „NSU Rennfox R11“ gewann Werner Haas 1953 die Deutsche und die Weltmeisterschaft in der 125-cm³-Klasse. Weiterhin gewannen 1954 auf der NSU Rennfox „Blauwal“ Werner Haas die Deutsche und Rupert Hollaus die Weltmeisterschaft.
Einige ausgewählte Geschwindigkeits- und Verbrauchs-Weltrekorde:

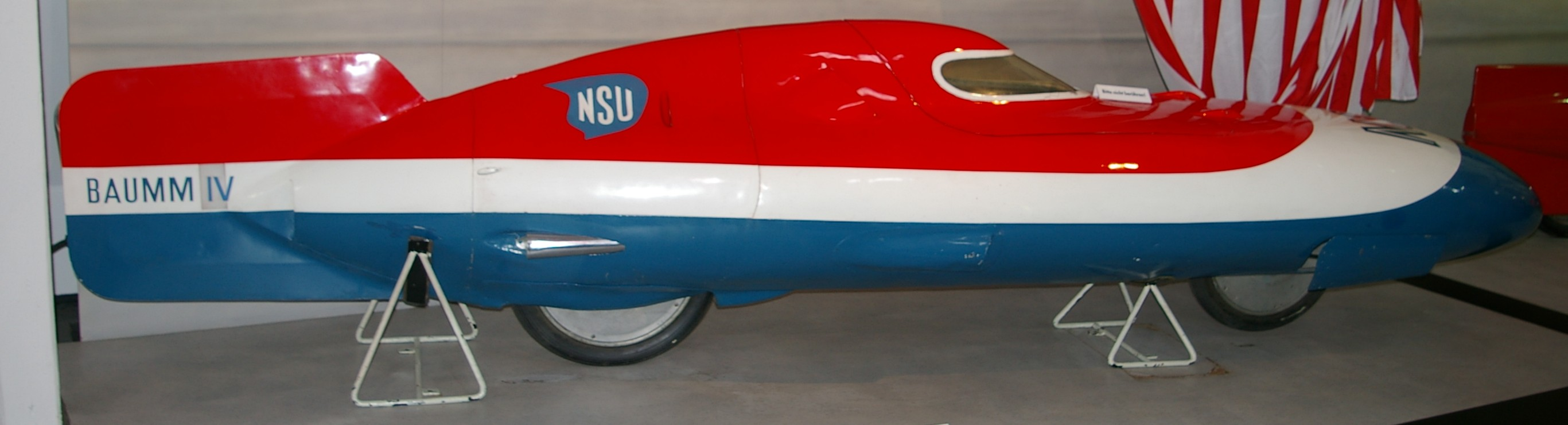
NSU „Baumm IV“ Rekord-Fahrzeug von 1954 im Zweirad-Museum Neckarsulm

- 1951: Wilhelm Herz, 2 Zylinder, 500 cm³, Kompressor, Stromlinienverkleidung, 290 km/h
- 1954: BAUMM I, 49 cm³, 3,4 PS (2,5 kW), Stromlinienverkleidung, 127 km/h, 1955 sogar 151 km/h
- 1954: BAUMM II, 98 cm³, 7,2 PS (5,3 kW), Stromlinienverkleidung, 178 km/h
- 1955: BAUMM II, 125 cm³, 18 PS (13,2 kW), Stromlinienverkleidung, 218 km/h
- 1956: BAUMM III, Verbrauchsrekord 1,13 l/100 km bei 100 km/h Durchschnittsgeschwindigkeit

Die Motorradproduktion endete mit dem Abebben der Motorradwelle 1963, die Herstellung von Fahrrädern Mitte der 1960er Jahre. NSU-Motorräder wurden noch einige Jahre lang in Jugoslawien von Preduzeće Tito Sarajevo produziert und als NSU-Pretis vertrieben.

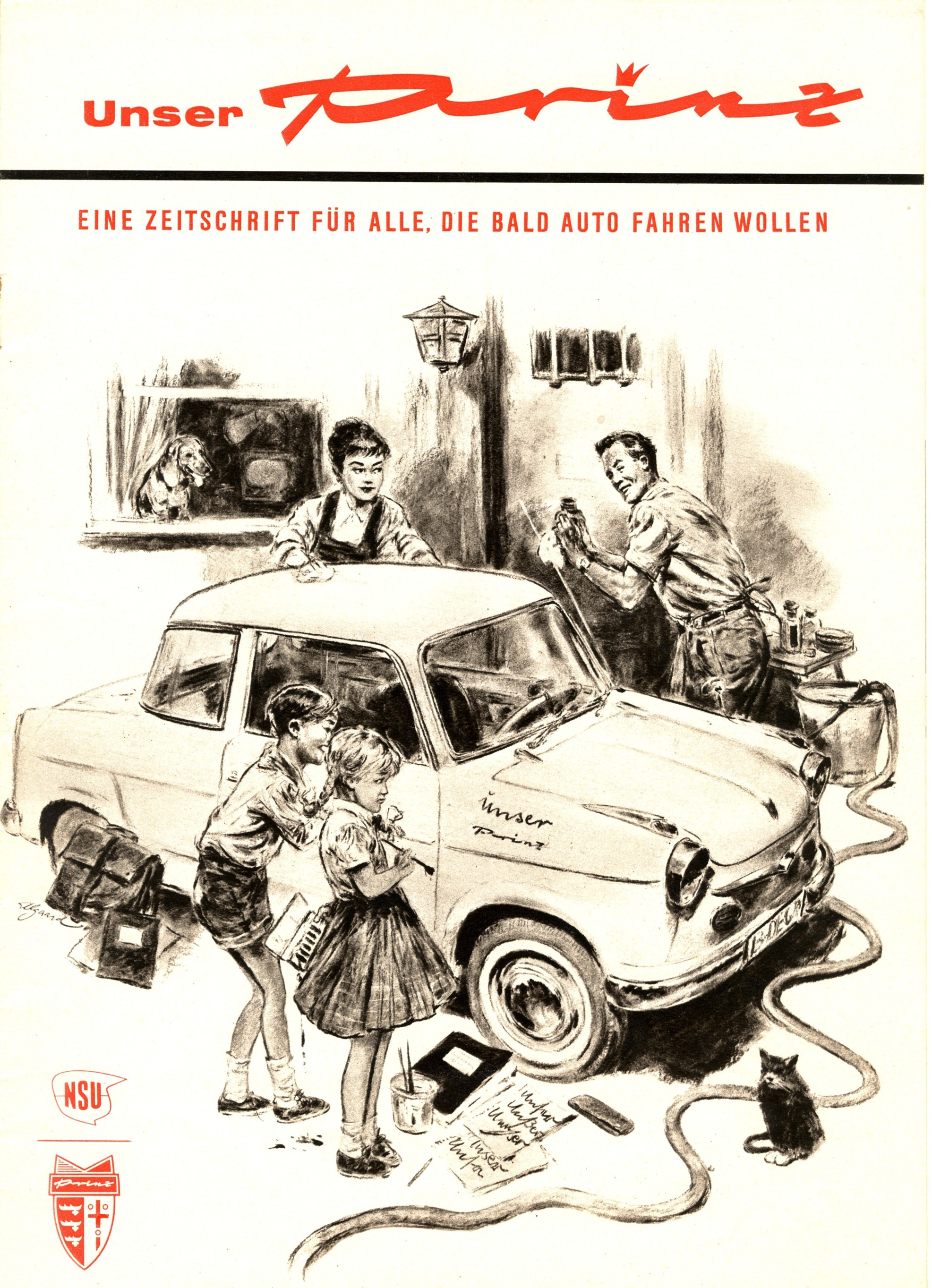
NSU-Reklameheft Unser Prinz (1958), gestaltet von Helmuth Ellgaard

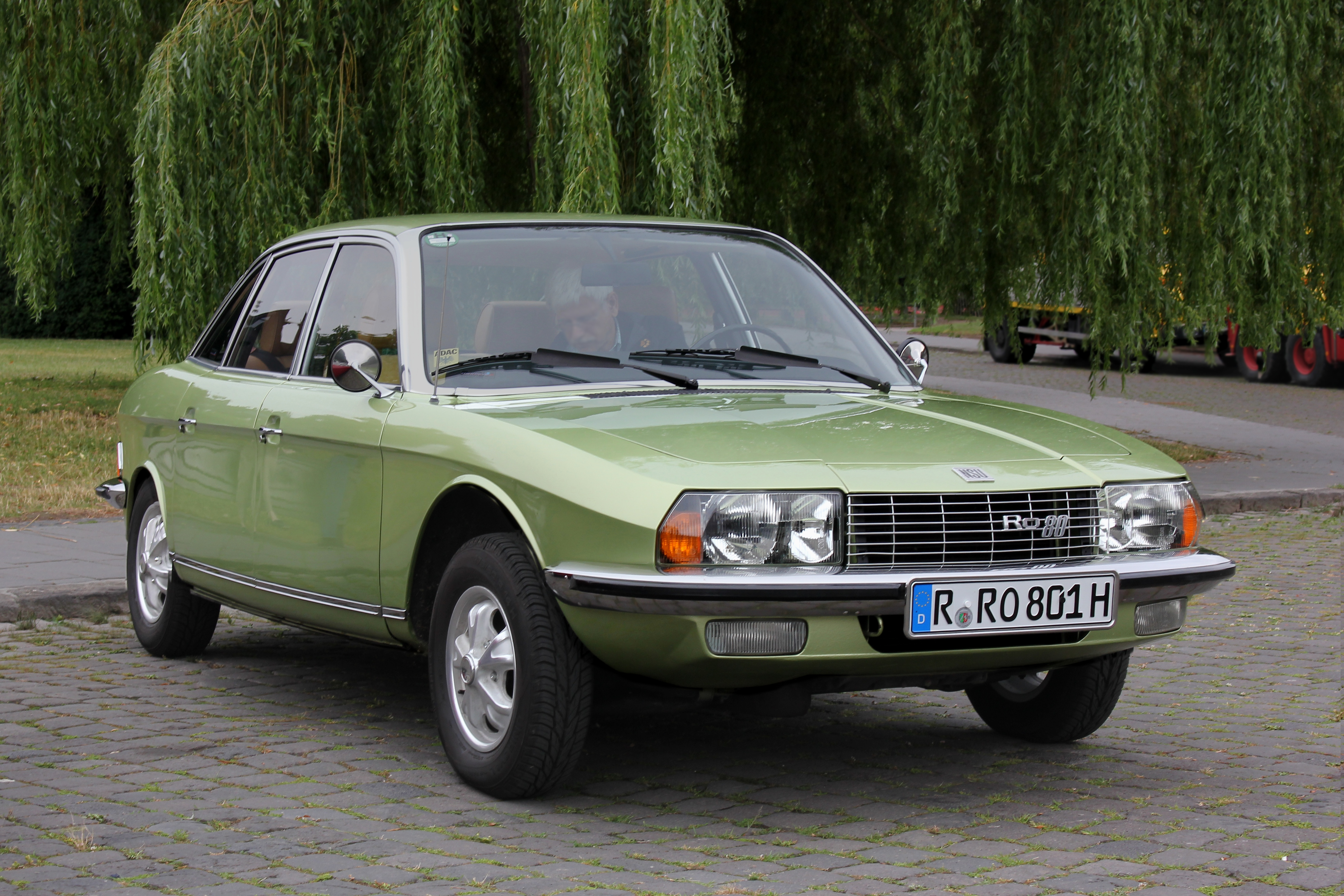
NSU Ro 80

1953 entwickelten die NSU Werke AG ihren ersten Nachkriegswagen, den NSU Prinz, zunächst als dreirädrigen Kabinenroller mit dem Motor des Max-Motorrades, dann als vierrädriges Auto mit einem (auch vom Max-Motor abgeleiteten) 583-cm³-Zweizylinder-Heckmotor und 20 PS (14,7 kW). 1957 wurde der Wagen auf der IAA vorgestellt. Ihm folgte 1961 der Prinz 4 im vom Chevrolet Corvair inspirierten „Badewannen-Design“, der eine gute Raumökonomie bot. 1959 kam der Sport-Prinz mit der Technik des Prinz II bzw. III (30-PS-Motor) auf den Markt. Der NSU Sport-Prinz war ein sportliches Coupé mit zwei Sitzen; der sogenannte Notsitz im Heck war nur ein dünn gepolstertes Brett. Die Karosserie mit Fließheck hatte Bertone entworfen.
Auf der Basis des Sport-Prinz entstand der 1963 vorgestellte NSU Wankel-Spider, das erste Automobil der Welt mit Rotationskolbenmotor. Äußerlich unterschied sich der Spider vom Sport-Prinz durch ein Cabrioverdeck und die Lufteinlässe an der Front für den vorn eingebauten Wasserkühler.
NSU ließ auch den Automobilsport nicht außer Acht. Bereits der Prinz 4 konnte bei Rallyes mithalten. Größere Erfolge gab es dann mit dem Prinz 1000, dem 1200 TT und dem 1000 TTS, alle mit im Heck querstehenden luftgekühlten Vierzylindermotoren mit Kettenantrieb für die obenliegende Nockenwelle. Diese Fahrzeuge waren als Sportlimousinen entworfen, die mit günstigem Leistungsgewicht die Art des Opel Kadett GTE oder des VW Golf GTI vorwegnahmen. So holte der 1000 TTS aus 998 cm³ Hubraum serienmäßig 70 PS (51,5 kW), getunt auch über 85 PS (62,5 kW). Das entsprach damals der Motorleistung von Fahrzeugen der gehobenen Mittelklasse und Oberklasse, das Fahrzeug wog aber weniger als 700 kg. Wegen ihrer Wendigkeit waren die TTS besonders erfolgreich bei den Slalom-Wettbewerben, noch lange, nachdem ihre Produktion eingestellt worden war.
Mit dem NSU-TT-Motor war auch das damals stärkste Serienmotorrad der Welt motorisiert, die Münch TTS (Mammut).
Berühmt wurden auch der NSU Wankel Spider (1964), das erste Kraftfahrzeug mit Wankelmotor, und der NSU Ro 80 (1967), eine Limousine der gehobenen Mittelklasse mit Wankelmotor, richtungweisendem Keilform-Design von Claus Luthe und für damalige Verhältnisse sehr günstigem Strömungswiderstandsbeiwert von 0,35.

### Überblick und ausgewählte Eckdaten
Quellen:
| Jahr | Firma | Mitarbeiter | Produktion | Produktion | Produktion | Umsatz (Mio. M/RM) | Unternehmens-Logo |
| Jahr | Firma | Mitarbeiter | Fahrräder  | Motorräder | Automobile | Umsatz (Mio. M/RM) | Unternehmens-Logo |
| 1873 | Mechanische Werkstätte zur Herstellung von Strickmaschinen, Riedlingen (1873–1880) bzw. Neckarsulm (1880–1884) | 9           |            |            |            |                    | –                 |
| 1889 | Neckarsulmer Strickmaschinenfabrik AG (1884–1897)                                                              | 60          | 200        |            |            |                    | –                 |
| 1902 | Neckarsulmer Fahrradwerke Aktiengesellschaft (1897–1913)                                                       | 578 (1903)  | 5.348      | 474        |            | 1,74               |                   |
| 1905 | Neckarsulmer Fahrradwerke Aktiengesellschaft (1897–1913)                                                       | 786         | 7.000      | 2.228      | 20 (1906)  | 3,18               |                   |
| 1910 | Neckarsulmer Fahrradwerke Aktiengesellschaft (1897–1913)                                                       | 1.000       | 13.000     | 2.500      |            | 4,87               |                   |
| 1914 | Neckarsulmer Fahrzeugwerke Aktiengesellschaft (1913–1927)                                                      | 1.200       | 27.000     | 3.600      | 900        | 8,20               |                   |
| 1918 | Neckarsulmer Fahrzeugwerke Aktiengesellschaft (1913–1927)                                                      | 1.600       | 1.764      |            |            | 16,10              |                   |
| 1921 | Neckarsulmer Fahrzeugwerke Aktiengesellschaft (1913–1927)                                                      | 3.500       | 12.496     | 3.701      |            | 50,50              |                   |
| 1925 | Neckarsulmer Fahrzeugwerke Aktiengesellschaft (1913–1927)                                                      | 4.520       | 28.658     | 8.268      |            | 17,10              |                   |
| 1930 | NSU Vereinigte Fahrzeugwerke Aktiengesellschaft (1927–1932)                                                    | 2.175       | 10.649     | 13.348     |            | 20,90              |                   |
| 1933 | NSU D-Rad Vereinigte Fahrzeugwerke AG (1932–1938)                                                              | 929         | 26.538     | 7.962      |            | 8,00               |                   |
| 1936 | NSU D-Rad Vereinigte Fahrzeugwerke AG (1932–1938)                                                              | 2.764       | 69.200     | 36.997     |            | 25,00              |                   |
| 1938 | NSU Werke Aktiengesellschaft (1938–1960)                                                                       | 3.500       | 135.955    | 62.619     |            | 37,50              |                   |
| 1943 | NSU Werke Aktiengesellschaft (1938–1960)                                                                       | 5.449       | 60.522     | 7.994      |            | 49,00              |                   |
| 1945 | NSU Werke Aktiengesellschaft (1938–1960)                                                                       | 843         | 8.822      | 98         |            |                    |                   |
| 1949 | NSU Werke Aktiengesellschaft (1938–1960)                                                                       | 4.462       | 135.480    | 37.929     |            | 67,10              |                   |
| 1953 | NSU Werke Aktiengesellschaft (1938–1960)                                                                       | 5.829       | 62.831     | 110.855    |            | 139,80             |                   |
| 1955 | NSU Werke Aktiengesellschaft (1938–1960)                                                                       | 6.626       | 45.747     | 298.583    |            | 200,70             |                   |
| 1957 | NSU Werke Aktiengesellschaft (1938–1960)                                                                       | 5.663       | 53.501     | 189.329    | 7          | 148,00             |                   |
| 1959 | NSU Werke Aktiengesellschaft (1938–1960)                                                                       | 7.212       | 40.371     | 129.074    | 33.376     | 220,30             |                   |
| 1961 | NSU Motorenwerke Aktiengesellschaft (1960–1969)                                                                | 6.793       | 65.829     | 70.979     | 36.367     | 212,90             |                   |
| 1963 | NSU Motorenwerke Aktiengesellschaft (1960–1969)                                                                | 7.637       | 7.425      | 39.819     | 76.295     | 321,40             |                   |
| 1965 | NSU Motorenwerke Aktiengesellschaft (1960–1969)                                                                | 10.489      |            | 2.700      | 92.073     | 425,80             |                   |
| 1967 | NSU Motorenwerke Aktiengesellschaft (1960–1969)                                                                | 9.910       |            |            | 101.919    | 473,30             |                   |
| 1969 | Audi NSU Auto Union Aktiengesellschaft                                                                         | 11.504      |            |            | 143.936    | 780,00             | –                 |

### 1969 – Audi und NSU

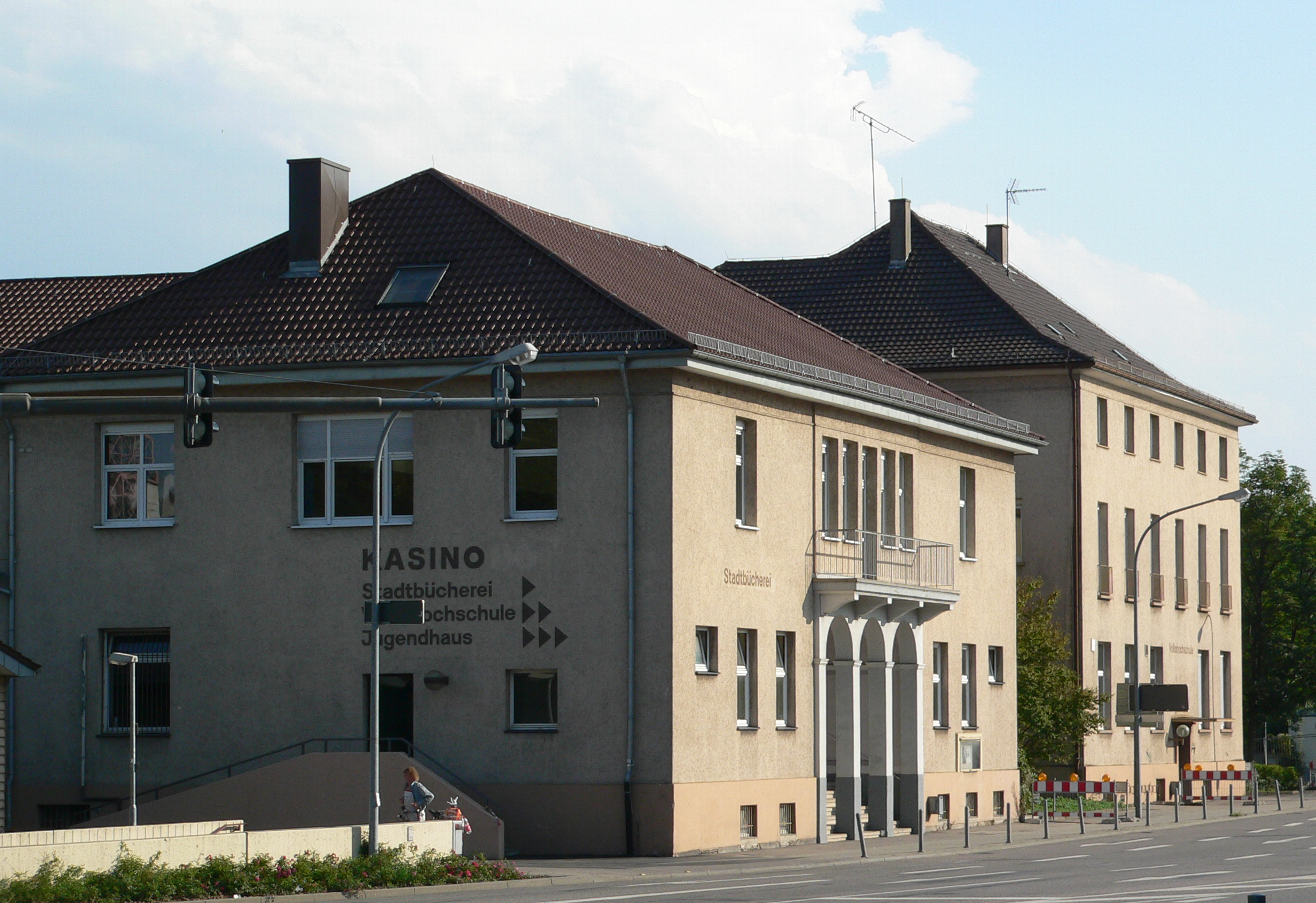
Das alte „NSU-Kasino“ (Juli 2005)

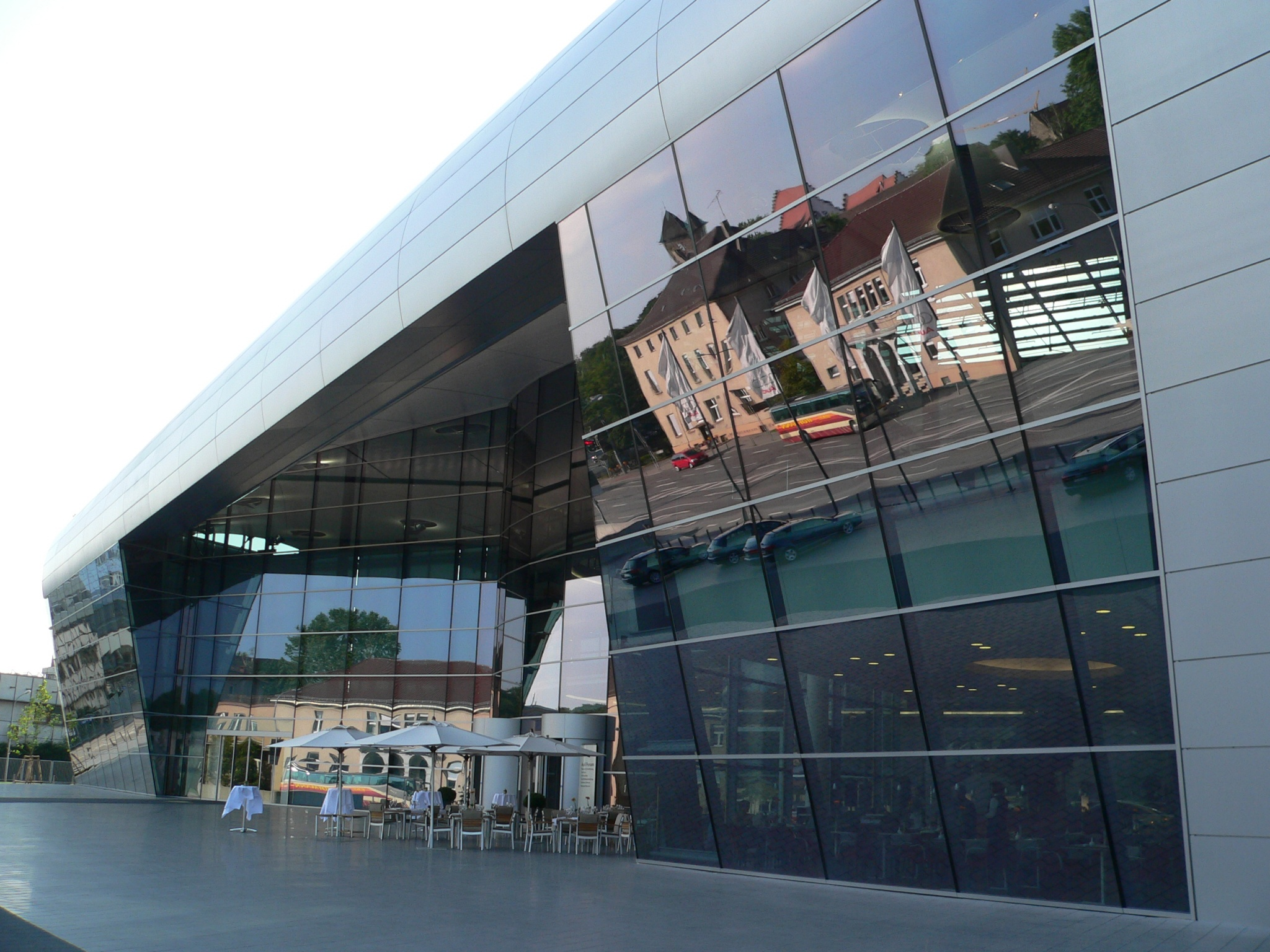
Audi Forum Neckarsulm (Juli 2005)

Am 21. August 1969 fusionierten die damalige NSU AG und die zum Volkswagen-Konzern gehörende Auto Union GmbH mit Sitz in Ingolstadt zur Audi NSU Auto Union AG mit Sitz in Neckarsulm. Der zur damaligen Zeit gerade entwickelte K 70 wurde von Volkswagen übernommen und als VW K 70 gebaut.
Nachdem 1975 die Schließung des Werkes in Neckarsulm beschlossen worden war, entwickelte sich am 18. April 1975 aus einer Protestkundgebung der IG Metall an einem Fabriktor ein Protestmarsch nach Heilbronn, an dem 7.000 der 10.500 Beschäftigten teilnahmen. Hierdurch gelang es, die Schließung zu verhindern. 4.500 Arbeitsplätze wurden dennoch gestrichen.
1985 erfolgte die Umbenennung in Audi AG, der Name NSU verschwand aus der Firma. Das Börsensymbol für die Aktie der Audi AG war weiterhin NSU, da die heutige Audi AG rein rechtlich nichts anderes ist als die mehrfach umbenannte NSU AG. Der Sitz wurde nach Ingolstadt in Bayern verlegt. Ab Februar 2020 betrieb Volkswagen den Squeeze-Out der verbleibenden Audi-Aktionäre, dieser wurde am 16. November des Jahres im Handelsregister eingetragen.
Im Oktober 2005 wurde eines der letzten alten Gebäude der NSU Motorenwerke – das „NSU-Kasino“ – abgerissen, da es einem SE-Zentrum Platz machen musste. Auch im Bild vom Juli 2005 spiegelt es sich noch – fast symbolisch – rechts oben in der Fassade des Audi Forums wider, das am Christian-Schmidt-Platz genau gegenübersteht.

### NSU heute

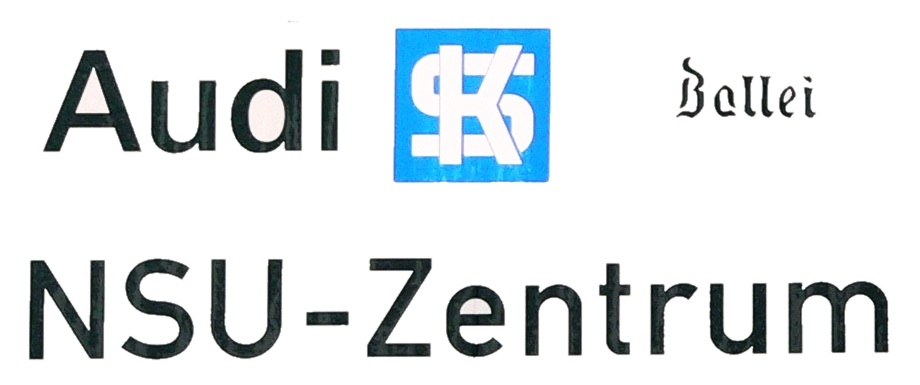
Das Kürzel NSU wird noch heute synonym für Neckarsulm verwendet, hier auf einem Straßenschild

Die heutige NSU GmbH – die Traditionsgesellschaft der Audi AG – ist eine Audi-Tochter und wurde 1985 zur Pflege der Tradition des Standorts Neckarsulm gegründet.
Am 30. September und 1. Oktober 2006 feierte das Audi-Werk Neckarsulm mit einem Tag der offenen Tür das Jubiläum 100 Jahre Automobilbau in Neckarsulm. Mit dieser Jubiläumsfeier wurde auch die Produktion des neuen Sportwagens Audi R8 (resultierend aus dem Konzeptfahrzeug Audi Le Mans quattro) begonnen.

## Siehe auch

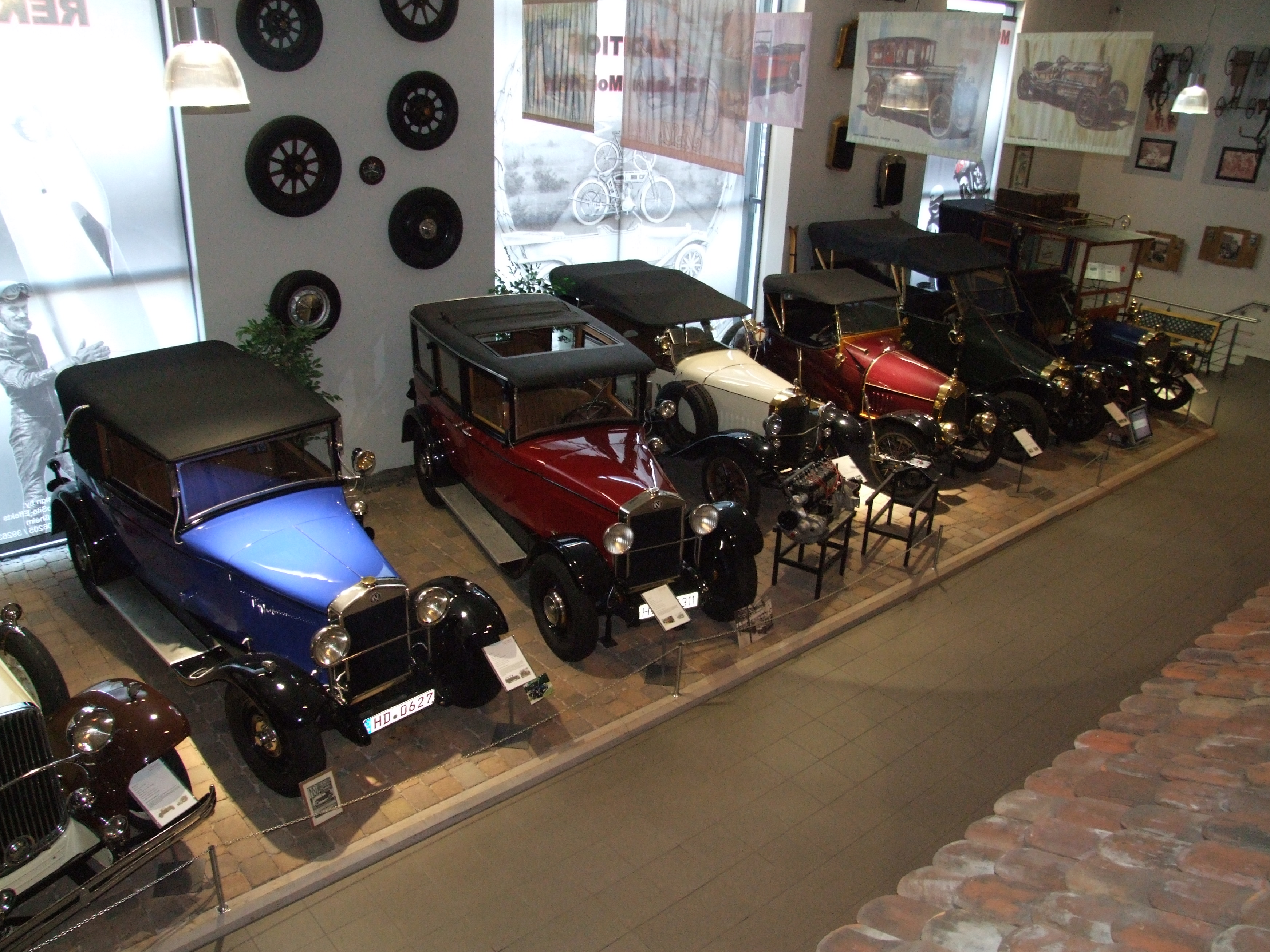
NSU-Oldtimer im Museum Autovision, Altlußheim

## Zweirad-Modelle im Überblick

### Die wichtigsten NSU-Motorräder 1901–1918
| Typ                   | Motor               | Hubraum | max. Leistung                 | Bauzeit   | Bild |
| --------------------- | ------------------- | ------- | ----------------------------- | --------- | ---- |
| Neckarsulmer 1 1/4 PS | 1-Zylinder-Viertakt | 211 cm³ | 1,25 PS (0,9 kW) bei 1500/min | 1901–1902 |      |
| Neckarsulmer 2 1/2 PS | 1-Zylinder-Viertakt | 331 cm³ | 2,5 PS (1,8 kW) bei 2200/min  | 1903–1905 |      |
| Neckarsulmer 1 1/4 PS | 1-Zylinder-Viertakt | 210 cm³ | 1,25 PS (0,9 kW)              | 1908      |      |
| Neckarsulmer 4 PS     | 1-Zylinder-Viertakt | 554 cm³ | 7,3 PS (5,4 kW) bei 2200/min  | 1909–1912 |      |
| Neckarsulmer 2 1/2 PS | 2-Zylinder-Viertakt | 312 cm³ | 4,6 PS (3,4 kW) bei 2000/min  | 1909–1911 |      |
| Neckarsulmer 6 PS     | 2-Zylinder-Viertakt | 795 cm³ | 8,1 PS (6 kW) bei 2000/min    | 1909–1912 |      |
| NSU 2 1/2 PS          | 1-Zylinder-Viertakt | 326 cm³ | 4,2 PS (3,1 kW) bei 1800/min  | 1913–1918 |      |
| NSU 3 1/2 PS          | 2-Zylinder-Viertakt | 496 cm³ | 5,75 PS (4,2 kW) bei 2000/min | 1913–1918 |      |
| NSU 6 1/2 PS          | 2-Zylinder-Viertakt | 830 cm³ | 8,5 PS (6,3 kW) bei 2000/min  | 1913–1921 |      |

Quellen:

### Die wichtigsten NSU-Motorräder 1919–1945
| Typ                   | Motor               | Hubraum   | max. Leistung                                                        | Bauzeit             | Bild                  |
| --------------------- | ------------------- | --------- | -------------------------------------------------------------------- | ------------------- | --------------------- |
| NSU 4 PS              | 2-Zylinder-Viertakt | 498 cm³   | 6,5 PS (4,8 kW)                                                      | 1919–1922           |                       |
| NSU 8 PS              | 2-Zylinder-Viertakt | 996 cm³   | 12 PS (8,8 kW)                                                       | 1921–1927           |                       |
| NSU 502 T/TS          | 2-Zylinder-Viertakt | 498 cm³   | 10 PS (7,4 kW)                                                       | 1924–1926           |                       |
| NSU 251 R             | 1-Zylinder-Viertakt | 249 cm³   | 6 PS (4,4 kW)                                                        | 1924–1928           |                       |
| NSU 251 S             | 1-Zylinder-Viertakt | 247 cm³   | 10 PS (7,4 kW) bei 4400/min                                          | 1927–1929           |                       |
| NSU 251 T/TS          | 1-Zylinder-Viertakt | 249 cm³   | 6 PS (4,4 kW)                                                        | 1928–1933           |                       |
| NSU 501 S             | 1-Zylinder-Viertakt | 494 cm³   | 16 PS (11,8 kW) bei 4400/min                                         | 1928–1930           |                       |
| NSU 201 R/T           | 1-Zylinder-Viertakt | 199 cm³   | 4,5 PS (3,3 kW)                                                      | 1928–1930           |                       |
| NSU 301 T             | 1-Zylinder-Viertakt | 298 cm³   | 7 PS (5,1 kW)                                                        | 1929–1930           |                       |
| NSU 351 TS            | 1-Zylinder-Viertakt | 346 cm³   | 8 PS (5,9 kW)                                                        | 1930–1932           |                       |
| NSU-D 175 Z/ZD        | 1-Zylinder-Zweitakt | 173 cm³   | 4,5 PS (3,3 kW) bei 4000/min ZD: 5,5 PS (4 kW) bei 4000/min          | 1930–1933           |                       |
| NSU-D 201 Z           | 1-Zylinder-Zweitakt | 198 cm³   | 5 PS (3,7 kW) bei 4000/min                                           | 1930–1932           |                       |
| NSU-D 251 Z           | 1-Zylinder-Zweitakt | 245 cm³   | 6 PS (4,4 kW) bei 4000/min                                           | 1930–1933           |                       |
| NSU-D 501 TS          | 1-Zylinder-Viertakt | 494 cm³   | 12,5 PS (9,2 kW) bei 4250/min                                        | 1930–1936           |                       |
| NSU-D 601 TS          | 1-Zylinder-Viertakt | 592 cm³   | 14 PS (10,3 kW) bei 4350/min ab 1936: 16 PS (11,8 kW) bei 4350/min   | 1930–1939           | NSU-D 601 TS          |
| NSU-D Motosulm        | 1-Zylinder-Zweitakt | 63 cm³    | 1,25 PS (0,9 kW) bei 4000/min                                        | 1931–1935           | NSU-D Motosulm        |
| NSU 501 SS            | 1-Zylinder-Viertakt | 494 cm³   | 30 PS (22,1 kW) bei 5800/min                                         | 1935–1937           |                       |
| NSU 600 SS            | 1-Zylinder-Viertakt | 597 cm³   | 33,5 PS (24,6 kW) bei 5500/min ab 1937: 43,5 PS (32 kW) bei 5500/min | 1935–1938           |                       |
| NSU-D 201 OSL         | 1-Zylinder-Viertakt | 198 cm³   | 8,5 PS (6,3 kW) bei 5000/min                                         | 1933–1939           | NSU-D 201 OSL         |
| NSU-D 251 OSL         | 1-Zylinder-Viertakt | 242 cm³   | 10,5 PS (7,7 kW) bei 5070/min                                        | 1933–1943 1947–1952 | NSU 251 OSL           |
| NSU-D 201 ZD Pony/ZDB | 1-Zylinder-Zweitakt | 198 cm³   | 6,5 PS (4,8 kW) bei 4000/min ab 1938: 7 PS (5,1 kW) bei 4000/min     | 1934–1940           | NSU-D 201 ZD Pony/ZDB |
| NSU-D 351 OSL         | 1-Zylinder-Viertakt | 346 cm³   | 18 PS (13,2 kW) bei 5020/min                                         | 1934–1940           |                       |
| NSU-D 501 OSL         | 1-Zylinder-Viertakt | 494 cm³   | 22 PS (16,2 kW) bei 5150/min                                         | 1935–1939           |                       |
| NSU-D Quick           | 1-Zylinder-Zweitakt | 98 cm³    | 3 PS (2,2 kW) bei 4900/min                                           | 1936–1940           | NSU-D Quick           |
| NSU-D 351 OT          | 1-Zylinder-Viertakt | 331 cm³   | 12,5 PS (9,2 kW) bei 4000/min                                        | 1936–1939           |                       |
| NSU 601 OSL           | 1-Zylinder-Viertakt | 562 cm³   | 24 PS (17,7 kW) bei 4950/min                                         | 1937–1939           | NSU 601 OSL           |
| NSU 125 ZDB           | 1-Zylinder-Zweitakt | 123 cm³   | 4 PS (2,9 kW) bei 4500/min                                           | 1941                | NSU 125 ZDB           |
| NSU Kettenkrad HK-101 | 4-Zylinder-Viertakt | 1.478 cm³ | 36 PS (26,5 kW) bei 3400/min                                         | 1941–1948           | NSU Kettenkrad HK-101 |

Quellen:

### Die wichtigsten NSU-Motorräder 1946–1964
| Typ                                              | Motor               | Hubraum                  | max. Leistung                                                       | Bauzeit       | Bild |
| ------------------------------------------------ | ------------------- | ------------------------ | ------------------------------------------------------------------- | ------------- | ---- |
| NSU Quick                                        | 1-Zylinder-Zweitakt | 97 cm³                   | 3 PS (2,2 kW) bei 4750/min                                          | 1945–1953     |      |
| NSU 125 ZDB                                      | 1-Zylinder-Zweitakt | 123 cm³                  | 5 PS (3,7 kW) bei 4600/min                                          | 1947–1951     |      |
| NSU Fox 4-Takt                                   | 1-Zylinder-Viertakt | 98 cm³                   | 5,2 PS (3,8 kW) bei 6500/min                                        | 1949–1954     |      |
| NSU Fox 2-Takt                                   | 1-Zylinder-Zweitakt | 123 cm³                  | 5,4 PS (4 kW) bei 5300/min                                          | 1951–1954     |      |
| NSU Lambretta                                    | 1-Zylinder-Zweitakt | 123 cm³ ab 1954: 146 cm³ | 4,5 PS (3,3 kW) bei 4500/min ab 1954: 6,2 PS (4,6 kW) bei 5200/min  | 1950–1956     |      |
| NSU Konsul I 351 OS-T                            | 1-Zylinder-Viertakt | 349 cm³                  | 18 PS (13,2 kW) bei 5500/min                                        | 1951–1953     |      |
| NSU Konsul II 501 OS-T                           | 1-Zylinder-Viertakt | 498 cm³                  | 22 PS (16,2 kW) bei 5000/min                                        | 1951–1954     |      |
| NSU Lux / Superlux                               | 1-Zylinder-Zweitakt | 198 cm³                  | 8,6 PS (6,3 kW) bei 5250/min Superlux: 11 PS (8,1 kW) bei 5250/min  | 1951–1956     |      |
| NSU Max / Supermax                               | 1-Zylinder-Viertakt | 247 cm³                  | 17 PS (12,5 kW) bei 6500/min Supermax: 18 PS (13,2 kW) bei 6500/min | 1952–1963     |      |
| NSU Quickly N/S/L/T/TT/F                         | 1-Zylinder-Zweitakt | 49 cm³                   | 1,4 PS (1 kW) bei 4600/min ab 1959: 1,7 PS (1,3 kW) bei 4600/min    | 1953–1963     |      |
| NSU Superfox                                     | 1-Zylinder-Viertakt | 123 cm³                  | 8,8 PS (6,5 kW) bei 6500/min                                        | 1955–1958     |      |
| NSU Delphin I + III (350 cm³) Weltrekordmotorrad | 2-Zylinder-Viertakt | 347 cm³                  | 75 PS (55,2 kW) bei 8500/min                                        | 1951 und 1956 |      |
| NSU Delphin I + III (500 cm³) Weltrekordmotorrad | 2-Zylinder-Viertakt | 499 cm³                  | 110 PS (80,9 kW) bei 8500/min                                       | 1951 und 1956 |      |
| NSU Baumm II (125 cm³) Weltrekordmotorrad        | 1-Zylinder-Viertakt | 125 cm³                  | 20 PS (14,7 kW) bei 11.000/min                                      | 1955–1956     |      |
| NSU Baumm IV (250 cm³) Weltrekordmotorrad        | 2-Zylinder-Viertakt | 498,74 cm³               | 42 PS (30,9 kW) bei 11.000/min                                      | 1956          |      |
| NSU Prima D/V/III/IIIK                           | 1-Zylinder-Zweitakt | 146 cm³ Prima V: 175 cm³ | 6,2 PS (4,6 kW) bei 5200/min Prima V: 9,5 PS (7 kW) bei 5200/min    | 1956–1964     |      |
| NSU Maxi                                         | 1-Zylinder-Viertakt | 174 cm³                  | 12,5 PS (9,2 kW) bei 6500/min                                       | 1957–1964     |      |

Quellen:

## Auto-Modelle im Überblick

### NSU-Automobile (Lizenz Pipe) 1905–1910
| Typ               | Motor               | Hubraum  | max. Leistung                | Bauzeit   | Bild |
| ----------------- | ------------------- | -------- | ---------------------------- | --------- | ---- |
| NSU-Pipe 34 PS    | 4-Zylinder-Viertakt | 3768 cm³ | 34 PS (25 kW)                | 1905–1906 |      |
| NSU-Pipe 50 PS    | 4-Zylinder-Viertakt | 8290 cm³ | 50 PS (36,8 kW)              | 1905–1906 |      |
| NSU-Pipe 15/24 PS | 4-Zylinder-Viertakt | 3768 cm³ | 24 PS (17,7 kW) bei 1650/min | 1906–1910 |      |
| NSU-Pipe 25/40 PS | 6-Zylinder-Viertakt | 6494 cm³ | 40 PS (29,4 kW) bei 1100/min | 1908–1909 |      |

Quellen:

### NSU-Automobile 1905–1918
| Typ                    | Motor               | Hubraum       | max. Leistung                                                 | Bauzeit   | Bild |
| ---------------------- | ------------------- | ------------- | ------------------------------------------------------------- | --------- | ---- |
| NSU Sulmobil Typ II/IV | 1-Zylinder-Viertakt | 451 cm³       | 3,5 PS (2,6 kW)                                               | 1905–1909 |      |
| NSU Sulmobil Typ III   | 2-Zylinder-Viertakt | 795 cm³       | 5,5 PS (4 kW)                                                 | 1909      |      |
| NSU 6/8 PS             | 1-Zylinder-Viertakt | 451 cm³       | 8 PS (5,9 kW)                                                 | 1906      |      |
| NSU 6/10 PS            | 4-Zylinder-Viertakt | 1420 cm³      | 12 PS (8,8 kW) bei 1650/min                                   | 1906–1907 |      |
| NSU 6/12 PS            | 4-Zylinder-Viertakt | 1540 cm³      | 13 PS (9,6 kW) bei 1500/min                                   | 1907–1909 |      |
| NSU 6/14 PS            | 4-Zylinder-Viertakt | 1560 cm³      | 14 PS (10,3 kW) bei 1650/min                                  | 1910–1911 |      |
| NSU 6/18 PS            | 4-Zylinder-Viertakt | 1560 cm³      | 18 PS (13,2 kW) bei 1800/min                                  | 1911–1914 |      |
| NSU 10/20 PS           | 4-Zylinder-Viertakt | 2608 cm³      | 20 PS (14,7 kW) bei 1400/min                                  | 1907–1910 |      |
| NSU 10/22 PS           | 4-Zylinder-Viertakt | 2608 cm³      | 22 PS (16,2 kW) bei 1400/min                                  | 1910–1911 |      |
| NSU 10/30 PS           | 4-Zylinder-Viertakt | 2608 cm³      | 30 PS (22,1 kW) bei 1600/min                                  | 1911–1916 |      |
| NSU 5/10 PS            | 2-Zylinder-Viertakt | 1105 cm³      | 10 PS (7,4 kW) bei 1400/min                                   | 1910      |      |
| NSU 5/11 PS            | 2-Zylinder-Viertakt | 1105 cm³      | 11 PS (8,1 kW) bei 1400/min                                   | 1911–1913 |      |
| NSU 5/10 PS            | 4-Zylinder-Viertakt | 1132 cm³      | 10 PS (7,4 kW) bei 1600/min                                   | 1910–1911 |      |
| NSU 5/11 PS            | 4-Zylinder-Viertakt | 1132 cm³      | 11 PS (8,1 kW) bei 1600/min                                   | 1911–1913 |      |
| NSU 8/15 PS            | 4-Zylinder-Viertakt | 1750 cm³      | 16 PS (11,8 kW) bei 1500/min                                  | 1907–1910 |      |
| NSU 9/18 PS            | 4-Zylinder-Viertakt | 2208 cm³      | 18 PS (13,2 kW) bei 1400/min                                  | 1910–1911 |      |
| NSU 9/22 PS            | 4-Zylinder-Viertakt | 2208 cm³      | 22 PS (16,2 kW) bei 1400/min                                  | 1911–1912 |      |
| NSU 9/27 PS            | 4-Zylinder-Viertakt | 2208 cm³      | 27 PS (19,9 kW) bei 1400/min                                  | 1911–1912 |      |
| NSU 8/24 PS            | 4-Zylinder-Viertakt | 2110 cm³      | 24 PS (17,7 kW) bei 1800/min                                  | 1911–1918 |      |
| NSU 13/40 PS           | 4-Zylinder-Viertakt | 3397–3768 cm³ | 40 PS (29,4 kW) bei 1800/min                                  | 1911–1912 |      |
| NSU 13/35 PS           | 4-Zylinder-Viertakt | 3397 cm³      | 35 PS (25,7 kW) bei 1700/min bis 40 PS (29,4 kW) bei 1700/min | 1912–1914 |      |
| NSU 5/12 PS            | 4-Zylinder-Viertakt | 1132 cm³      | 12 PS (8,8 kW) bei 1600/min                                   | 1913–1914 |      |
| NSU 5/15 PS            | 4-Zylinder-Viertakt | 1232 cm³      | 15 PS (11 kW) bei 1800/min                                    | 1914–1918 |      |
| NSU 1¼-Tonner          | 4-Zylinder-Viertakt | 3397 cm³      | 35 PS (25,7 kW) bei 1800/min                                  | 1914–1918 |      |
| NSU 2½-Tonner          | 4-Zylinder-Viertakt | 3380 cm³      | 42 PS (30,9 kW) bei 1700/min                                  | 1914–1926 |      |

Quellen:

### NSU-Automobile 1919–1931
| Typ                                | Motor               | Hubraum  | max. Leistung                                                 | Bauzeit   | Bild |
| ---------------------------------- | ------------------- | -------- | ------------------------------------------------------------- | --------- | ---- |
| NSU 8/24 PS                        | 4-Zylinder-Viertakt | 2110 cm³ | 30 PS (22,1 kW) bei 2100/min                                  | 1921–1925 |      |
| NSU 14/40 PS                       | 4-Zylinder-Viertakt | 3606 cm³ | 54 PS (39,7 kW) bei 2000/min                                  | 1921–1925 |      |
| NSU 5/15 PS                        | 4-Zylinder-Viertakt | 1231 cm³ | 21 PS (15,4 kW) bei 2100/min                                  | 1921–1925 |      |
| NSU 8/32 PS Lieferwagen            | 4-Zylinder-Viertakt | 2088 cm³ | 32 PS (23,5 kW) bei 2200/min                                  | 1925–1927 |      |
| NSU 5/25 PS                        | 4-Zylinder-Viertakt | 1307 cm³ | 25 PS (18,4 kW) bei 2900/min                                  | 1925–1928 |      |
| NSU 8/40 PS                        | 4-Zylinder-Viertakt | 2088 cm³ | 40 PS (29,4 kW) bei 2800/min                                  | 1925–1927 |      |
| NSU 5/15 PS (Kompressor-Rennwagen) | 4-Zylinder-Viertakt | 1232 cm³ | 40 PS (29,4 kW) bei 4000/min bis 50 PS (36,8 kW) bei 4000/min | 1923–1925 |      |
| NSU 6/60 PS (Kompressor-Rennwagen) | 6-Zylinder-Viertakt | 1482 cm³ | 60 PS (44,1 kW) bei 3800/min                                  | 1925–1926 |      |
| NSU 6/30 PS                        | 6-Zylinder-Viertakt | 1567 cm³ | 30 PS (22,1 kW) bei 3000/min                                  | 1928      |      |
| NSU 7/34 PS                        | 6-Zylinder-Viertakt | 1781 cm³ | 34 PS (25 kW) bei 3200/min                                    | 1928–1931 |      |

Quellen:

### NSU-Automobile 1946–1977
| Typ                                   | Motor                    | Hubraum         | max. Leistung                                                 | Bauzeit                       | Bild |
| ------------------------------------- | ------------------------ | --------------- | ------------------------------------------------------------- | ----------------------------- | ---- |
| NSU Prinz I/II                        | 2-Zylinder-Viertakt      | 583 cm³         | 20 PS (14,7 kW) bei 4600/min                                  | 1958–1960                     |      |
| NSU Prinz 30/30E                      | 2-Zylinder-Viertakt      | 583 cm³         | 30 PS (22,1 kW) bei 5500/min                                  | 1959–1960                     |      |
| NSU Prinz III                         | 2-Zylinder-Viertakt      | 583 cm³         | 23 PS (16,9 kW) bei 5000/min                                  | 1960–1962                     |      |
| NSU Prinz 30 (III)                    | 2-Zylinder-Viertakt      | 583–598 cm³     | 30 PS (22,1 kW) bei 5500/min                                  | 1960–1962                     |      |
| NSU Sport-Prinz                       | 2-Zylinder-Viertakt      | 583–598 cm³     | 30 PS (22,1 kW) bei 5500/min                                  | 1959–1967                     |      |
| NSU Prinz 4/4S/4L                     | 2-Zylinder-Viertakt      | 598 cm³         | 30 PS (22,1 kW) bei 5600/min                                  | 1961–1973                     |      |
| NSU Wankel Spider                     | Einscheiben-Wankelmotor  | 498 cm³ (1)     | 50 PS (36,8 kW) bei 6000/min                                  | 1964–1967                     |      |
| NSU Prinz 1000 / 1000L / 1000S        | 4-Zylinder-Viertakt      | 996 cm³         | 40 PS (29,4 kW) bei 5500/min bis 43 PS (31,6 kW) bei 5500/min | 1964–1972                     |      |
| NSU Prinz 1000 TT / TT                | 4-Zylinder-Viertakt      | 1085–1177 cm³   | 55 PS (40,5 kW) bei 5500/min bis 65 PS (47,8 kW) bei 5800/min | 1965–1972                     |      |
| NSU Typ 110 / 110S / 110SC            | 4-Zylinder-Viertakt      | 1085–1177 cm³   | 53 PS (39 kW) bei 5500/min bis 60 PS (44,1 kW) bei 5600/min   | 1965–1967                     |      |
| NSU TTS                               | 4-Zylinder-Viertakt      | 996 cm³         | 70 PS (51,5 kW) bei 6150/min                                  | 1967–1971                     |      |
| NSU 1200 / 1200C                      | 4-Zylinder-Viertakt      | 1177 cm³        | 55 PS (40,5 kW) bei 5500/min                                  | 1967–1973                     |      |
| NSU K 70 (nur als VW K 70 vertrieben) | 4-Zylinder-Viertakt      | 1567 cm³        | 90 PS (66,2 kW) bei 5000/min                                  | 1969 (als VW K 70: 1970–1975) |      |
| NSU Ro 80                             | Zweischeiben-Wankelmotor | 2 × 498 cm³ (1) | 115 PS (84,6 kW) bei 5500/min                                 | 1967–1977                     |      |

Quellen: